# Histoire de la Royal Australian Navy
On peut faire partir l'histoire de la Marine royale australienne de l'année 1788 avec la colonisation de l'Australie par les Britanniques. De 1788 jusqu'en 1859, les navires de la marine de guerre du Royaume-Uni firent de fréquents voyages vers ces nouvelles colonies. En 1859, fut formée l'escadre Australie qui resta en Australie jusqu'en 1913. Au cours de la période qui précéda la création de la Fédération, chacune des six colonies australiennes exploita sa propre force navale coloniale, forces qui fusionnèrent en 1901 pour former la Commonwealth Naval Force. La Royal Australian Navy (RAN) fut créée en 1911 et en 1913 la flotte eut son premier navire à vapeur.
La Royal Australian Navy a servi sur tous les océans du monde au cours de sa courte vie. Elle a connu pour la première fois la guerre lors de la Première Guerre mondiale et elle s'y est distinguée sur trois océans. Entre les deux guerres, le sort de la marine australienne fut fonction de la situation financière du pays: elle connut une forte croissance au cours des années 1920, mais fut contrainte de se restreindre dans les années 1930. Au début de la Seconde Guerre mondiale, la marine n'était pas dans une situation aussi bonne que ce qu'elle avait connu en 1914. Pendant la guerre, la taille de la flotte augmenta de plus de 300 navires de pratiquement tous les types. Après la Seconde Guerre mondiale, la RAN intervint en Corée, au Vietnam, et dans d'autres petits conflits. Aujourd'hui, la marine australienne représente une petite force moderne, mais elle est largement considérée comme l'une des forces les plus puissantes de la région Asie-Pacifique.

## Les navires d'avant la Fédération

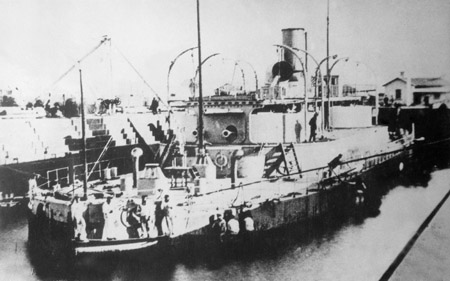
Le Cerbère.

Du début de la colonisation de l'Australie en 1788 jusqu'en 1859, les eaux maritimes de l'Australie furent défendues par des unités détachées de l'escadre de l'Asie de l'Est de la Royal Navy basée à Sydney. En 1859, fut créée une escadre de la Royal Navy propre à l'Australie ce qui marqua la première occasion, pour les navires de la Marine Royale, d'être en permanence en Australie. L'escadre d'Australie de la Royal Navy est demeurée la principale force navale dans les eaux australiennes jusqu'en 1913, lorsque l'escadre vit la fin de ses responsabilités pour les voir confiées à la marine royale australienne et lorsque les dépôts, les chantiers navals et structures de la base de Sydney furent remis au Commonwealth d'Australie.
Avant la création de la Fédération australienne, cinq des six colonies autonomes australiennes exploitèrent leurs propres marines coloniales. Seule, l'Australie-Occidentale n'eut pas sa force navale coloniale. Les marines coloniales ont été considérablement élargies au milieu des années 1880 et, en général, étaient composées de canonnières et de torpilleurs pour la défense côtière des ports et des rivières et de brigades navales pour défendre navires et forts. En 1856, le Victoria reçut son premier navire de guerre, le Victoria qui, en 1860, fut utilisé pour aider le gouvernement colonial de Nouvelle-Zélande au cours de la première guerre du Taranaki. Quand le Victoria retourna en Australie, le navire avait pris part à plusieurs actions mineures et avait perdu un membre de son équipage. L'utilisation du Victoria en Nouvelle-Zélande marqua la première intervention d'un navire de guerre australien à l'étranger. Dans les années précédant la création de la fédération, l'état colonial du Victoria eut la plus puissante de toutes les marines des colonies. Le Victoria avait en effet le Cerberus depuis 1870, ainsi que le Nelson, trois petites canonnières et cinq torpilleurs. La Nouvelle-Galles du Sud avait deux très petits torpilleurs et la corvette Wolverine. Après la création de la Fédération, tous ces navires firent partie de la force navale du Commonwealth.

## Formation
Après la création de la fédération de l'Australie en 1901, les forces navales du Commonwealth ont été créées le 1er mars 1901 par la fusion des six marines des États coloniaux. Le gouvernement australien continua cependant de payer la Royal Navy pour assurer la défense maritime du pays.
Un nombre croissant de personnes, parmi lesquelles le capitaine William Rooke Creswell, le directeur des forces navales fédérales, revendiqua une marine australienne autonome, financée et contrôlée par l'Australie. En 1909, le Premier ministre Alfred Deakin et Creswell, à Londres pour participer à la Conférence impériale, demandèrent au gouvernement britannique son accord pour mettre fin au paiement de la marine britannique et pour pouvoir développer une marine australienne autonome. L'Amirauté rejeta la demande mais suggéra par la voie diplomatique qu'une petite flotte de destroyers et de sous-marins serait suffisante. Deakin ne se laissa pas impressionner par l'Amirauté et, en 1908, invita la grande flotte blanche des États-Unis à se rendre en Australie. La visite suscita l'enthousiasme du public pour la création d'une marine australienne moderne et conduisit à la commande de deux destroyers de 700 tonnes de classe River, un achat qui irrita les Britanniques. Mais la montée en flèche de la construction navale allemande en 1909, conduisit l'Amirauté à modifier sa position sur une marine australienne. Pour son travail, le nom de Creswell a été attribué à la base navale qui est le site du Royal Australian Naval College, dans la baie de Jervis, HMAS Creswell.

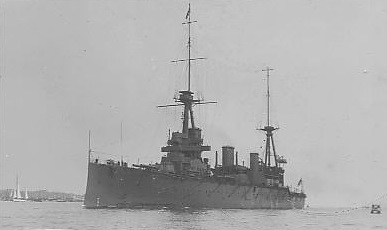
Le croiseur Australia

Le premier navire de guerre australien, le destroyer Parramatta, fut mis à l'eau à Govan en Écosse, le mercredi 9 février 1910. Son navire-jumeau, le Yarra, fut lancé à Dumbarton en Écosse le samedi 9 avril 1910. Les deux navires furent réceptionnés par la marine australienne le lundi 19 septembre 1910 et partirent pour l'Australie. Ils arrivèrent à Port Phillip le samedi 10 décembre 1910, un événement qui fut marqué par la mort du lieutenant-Ingénieur W. Robertson. Robertson eut une crise cardiaque à 8 milles (15 km) en dehors de la baie de Port Phillip alors qu'il était à bord du Yarra, et se noya.
Le 10 juillet 1911 le roi George V apposa sa signature en bas de l'acte d'approbation de la création de la Royal Australian Navy et les bateaux australiens eurent à ce moment-là droit au préfixe "navire australien de Sa Majesté" (le sigle qui précède théoriquement tous les noms de navires australiens: HMAS). La marine disposait de quatre cents officiers et hommes d'équipage et, les deux années suivantes, de nouveaux navires furent construits pour la toute jeune marine australienne. Le samedi 4 octobre 1913, eut lieu la première parade de la Marine royale australienne lorsque les croiseurs Australia, Melbourne et Sydney, le cuirassé Encounter et les destroyers Parramatta, Warrego et Yarra, entrèrent dans le port de Sydney.
Au cours de la Conférence impériale de 1911, il fut décidé que, en cas de guerre, les navires de la marine australienne seraient transférés sous contrôle de l'Amirauté britannique. En vertu de la Loi sur la défense navale (1912) le pouvoir de faire le transfert fut conféré au gouverneur général. La marine australienne deviendrait l'escadre Australie de la marine britannique avec tous les navires et le personnel sous le contrôle direct de l'Amirauté, alors que la marine australienne resterait responsable de l'entretien des navires et de la formation des marins.

## Première Guerre mondiale

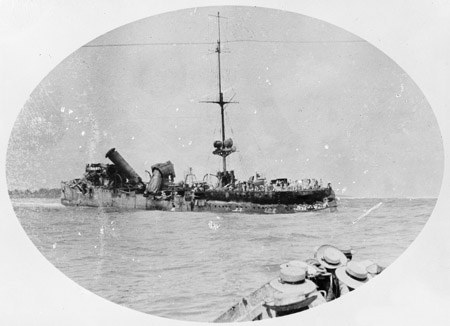
Le naufrage du croiseur auxiliaire allemand Emden.

Le 3 août 1914, alors que la menace d'une guerre avec l'Empire allemand se faisait beaucoup plus précise, le gouvernement australien envoya le message suivant à l'Amirauté britannique.

« En cas de guerre, le gouvernement est disposé à mettre les navires de la marine australienne sous contrôle de votre Amirauté si vous en avez besoin. »

Le Royaume-Uni déclara la guerre à l'Allemagne le lendemain et, le 8 août, le gouvernement australien reçut une réponse demandant que le transfert se fasse immédiatement, si ce n'était déjà fait. Deux jours plus tard, le 10 août, le gouverneur général transféra officiellement le contrôle de la RAN à l'Amirauté, qui en conserva le contrôle jusqu'au 19 août 1919.
Au début de la guerre, la marine de guerre australienne était composée de l'Australia, des croiseurs légers Sydney et Melbourne, des destroyers Parramatta, Yarra et Warrego et des sous-marins AE1 et AE2. Le croiseur léger Brisbane et trois destroyers étaient en cours de construction. Une petite flotte de navires auxiliaires fut entretenue par la RAN.

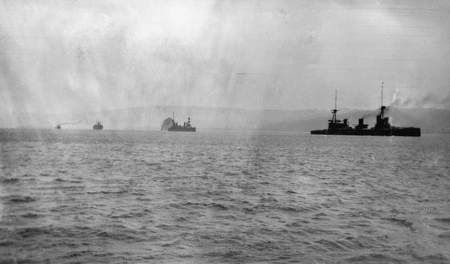
L'escadre australienne entre dans le port de Simpson, à Rabaul, en septembre 1914

Les navires australiens sont entrés pour la première fois en action sur le théâtre de guerre d'Asie et du Pacifique, pour aider le corps expéditionnaire naval et militaire australien (AN & MEF) lors de l'attaque sur la Nouvelle-Guinée allemande. L'Allemagne avait colonisé la partie nord de la Nouvelle-Guinée et plusieurs groupes d'îles situées à proximité en 1884 et la colonie était utilisée au début de la guerre comme une base radio sans fil; la Grande-Bretagne demanda la destruction des installations radios parce qu'elles étaient utilisées par l'escadre allemande en Asie de l'Est pour attaquer les navires marchands alliés qui passaient dans la région. Les objectifs de la force furent les stations allemandes de Yap dans les îles Caroline, Nauru et Rabaul en Nouvelle-Bretagne. Le 30 août 1914, l'AN & MEF quitta Sydney sous la protection des navires Melbourne et Australia pour gagner Port Moresby, où la force rencontra le contingent du Queensland, à bord du transport de troupe Kanowna. La force s'embarqua pour la Nouvelle-Guinée allemande le 7 septembre, laissant derrière elle le Kanowna dont les chauffeurs refusaient de travailler. Le Sydney et son escorte de destroyers se dirigea vers la pointe orientale de la Nouvelle-Guinée. Le Melbourne fut envoyé détruire la station sans fil de Nauru, tandis que le 14 septembre, l'Encounter bombardait la région près de Rabaul, alors que la moitié d'un bataillon avançait vers la ville. La seule perte importante de la campagne fut la disparition de l'AE1 au cours d'une patrouille au large de Rabaul, le 14 septembre 1914,.
Le 9 novembre 1914, le croiseur léger allemand Emden attaqua les stations de radio et de télégraphe des forces alliées sur l'île Direction dans les Îles Cocos. Les habitants de l'île réussirent à envoyer un message de détresse, qui fut reçu par le Sydney, alors qu'il était à seulement 50 milles (93 km). Le Sydney arriva sur place dans les deux heures et engagea le combat avec l'Emden. Le Sydney était le plus grand, le plus rapide et le mieux armé des deux, et, finalement, domina l'Emden dont le capitaine, Karl von Müller, échoua le navire sur le nord de l'île Keeling à 11 h 15. Dans un premier temps, l'Emden refusa d'amener ses couleurs et de se rendre; Le Sydney tira sur l'Emden immobilisé jusqu'à ce que finalement il amène ses couleurs. La bataille de Cocos fut le premier combat navire contre navire de la Marine royale australienne.

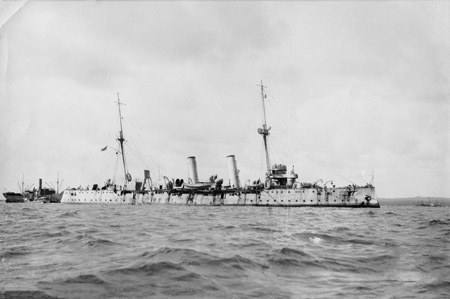
Le Pioneer au large des côtes de l'Afrique de l'est en 1916

Le 6 février 1915, le croiseur léger obsolescent Pioneer rejoignit la campagne d'Afrique de l'Est. Le 6 juillet, il engagea le combat avec le croiseur allemand SMS Königsberg et les batteries côtières allemandes, pendant la bataille du delta du Rufiji. Le Pioneer est resté au large de l'Afrique de l'Est et a participé à de nombreux bombardements sur l'Afrique de l'Est allemande l'actuelle Tanzanie, notamment sur Dar es Salam le 13 juin 1916. Le Pioneer est ensuite retourné en Australie où il a été démantelé en octobre 1916.
Au cours des opérations navales de la campagne des Dardanelles, le sous-marin australien AE2 est devenu le premier navire de guerre allié à pénétrer dans la défense turque des Dardanelles. l'AE2 passa cinq jours dans la zone ennemie, fut attaqué à plusieurs reprises sans succès, mais ne fut pas en mesure de trouver un grand navire de transport de troupes ennemies. Le 29 avril 1915, il fut endommagé lors d'une attaque par le torpilleur turc Sultan Hisar dans la baie Artaki et fut sabordé par son équipage. L'épave de l'AE2 resta perdue jusqu'au 2 juillet 1998, 83 ans après que le sous-marin fut sabordé.

La marine royale australienne a également aidé la marine britannique dans le blocus de la flotte de haute mer allemande. L'Australie a été l'élément central de la 2e escadre de croiseurs qui a pris part à la bataille du Jutland. L'Australia fut contraint de manquer la fin de la bataille, après être entré en collision avec son navire jumeau, le Nouvelle-Zélande le 22 avril 1916. Les dommages firent que l'Australie ne reprit pas son service jusqu'au 9 juin 1916. Trois navires australiens étaient présents lors de la reddition de la flotte allemande: l'Australia, le Sydney et le Melbourne, l'Australia conduisant la 2e escadre au cours de la reddition. La marine royale australienne a perdu seulement deux sous-marins pendant la guerre,.

## La pandémie de grippe (1918-1919)
Entre avril 1918 et mai 1919, la grippe espagnole a tué environ 25 millions de personnes dans le monde entier, beaucoup plus que le nombre de morts en quatre ans de guerre. Une politique rigoureuse de quarantaine fut mise en œuvre en Australie, ce qui a réduit l'impact immédiat de la grippe, bien que le nombre de décès ait dépassé le nombre de 11 500.
Lorsque la pandémie frappa l'Australie en 1918, les navires de la marine australienne furent dispersés à travers le monde. La vitesse à laquelle la grippe se propageait, conjuguée à l'exiguïté des ponts et des espaces mal aérés sur les navires de guerre du début du XXe siècle, a créé un environnement favorable au développement de la maladie. La pandémie balaya la flotte britannico-australienne en 1918; les marins australiens eurent un nombre élevé de personnes touchées par la maladie avec un maximum de 157 malades sur un seul navire. L'épidémie dans les flottes de la Méditerranée fut plus sévère que dans celles de l'Atlantique. Le Brisbane eut 183 marins touchés par la grippe entre novembre et décembre 1918, dont 2 hommes sont morts de pneumonie. La marine australienne a perdu un total de 26 hommes de la grippe; la limitation du nombre de pertes étant principalement due à la disponibilité des professionnels de santé.

### La mission d'aide dans le Pacifique Sud

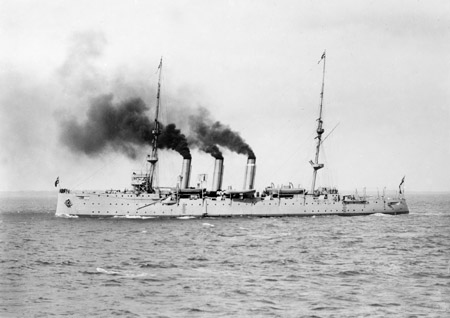
L'Encounter.

La maladie arriva dans les îles du Pacifique Sud amenée par le cargo Talune, qui partit d'Auckland le 30 octobre 1918 transportant en connaissance de cause des passagers malades. Le Talune s'arrêta aux Fidji, Samoa, Tonga et Nauru: les premiers foyers de grippe éclatèrent dans ces endroits dans les jours qui suivirent le passage du navire. Les autorités locales n'étaient généralement pas préparées à traiter l'épidémie, ce qui facilita la propagation de l'infection. Le territoire allemand de Samoa fut la petite île la plus touchée de la région, l'administration néo-zélandaise n'effectua aucun effort pour réduire l'épidémie et rejeta les offres d'assistance des Samoa américaines. Le gouvernement néo-zélandais a officiellement présenté ses excuses aux Samoa en 2002 pour son comportement lors de l'épidémie. Le 29 novembre 1918, le gouverneur militaire d'Apia demanda l'aide de Wellington, la demande fut rejetée au motif que la Nouvelle-Zélande avait besoin de tous ses médecins. Seule l'Australie proposa son aide.
L'état-major de la marine australienne fut conscient de la gravité de la situation dans la région, le sloop Fantome avait signalé son premier cas de grippe le 11 novembre 1918 pendant qu'il était stationné aux Fidji et eut la moitié de son équipage rapidement contaminé. Le 20 novembre 1918, l'état-major de la marine commença la formation d'une expédition de secours formée de personnel médical militaire disponible. Le commandant de l'Encounter reçut l'ordre de quitter Sydney et de prendre la mer le plus tôt possible. L'Encounter quitta Sydney le 24 novembre 1918, dix minutes après l'achèvement de son chargement. Par mesure de précaution, les 450 membres d'équipage furent doublement vaccinés, le navire ayant connu 74 cas de grippe au début de l'année à Fremantle et le commandant de bord ne voulant pas que la situation se répète. L'Encounter arriva à Suva le 30 novembre et embarqua la moitié du charbon disponible et 39 tonnes d'eau. La grippe espagnole sévissait dans la ville de Suva; le capitaine Thring mis en œuvre une stricte quarantaine, des gardes furent placés sur le quai, et il ordonna que le charbon soit embarqué par les membres de l'équipage au lieu des travailleurs autochtones. L'Encounter quitta Suva dans la soirée du même jour et arriva au large d'Apia le 3 décembre. Dans les six heures qui suivirent, le matériel et le personnel médical affectés à Apia étaient débarqués. l'Encounter repartit pour la capitale des Tonga, Nuku'alofa, où il arriva le 5 décembre. Le reste du matériel et du personnel médical furent débarqués, et le navire repartit pour Suva le 7 décembre afin de charger à nouveau du charbon. En arrivant dans la ville de Suva, L'Encounter reçut l'ordre de retourner à Sydney, où il arriva le 17 décembre et fut immédiatement placé en quarantaine. Cette mission d'aide dans le Pacifique Sud est considérée comme la première mission humanitaire outre-mer de l'Australie, et servit de modèle pour les missions de secours suivantes menées par la marine australienne.

## L'entre-deux-guerres
Après la fin de la Première Guerre mondiale, le gouvernement australien estima que l'évaluation immédiate de sa marine était nécessaire. L'Australie avait fondé sa politique navale sur les recommandations du rapport Henderson en 1911, mis au point par Sir Reginald Henderson. Le gouvernement envoya une invitation à l'amiral John Jellicoe qui arriva en Australie en mai 1919. Jellicoe resta en Australie pendant trois mois avant de retourner en Angleterre via la Nouvelle-Zélande et le Canada. Jellicoe présenta ses conclusions en août 1919, dans un rapport intitulé « Rapport sur les missions de la marine pour le Commonwealth ». Le rapport décrivait plusieurs moyens de renforcer la marine britannique dans l'océan Pacifique. Le rapport soulignait fortement la relation étroite nécessaire entre les marines des deux pays. Cet objectif devait être atteint par le strict respect des procédures et méthodes de l'administration de la marine du Royaume-Uni. Le rapport suggérait également des échanges constants d'officiers entre les deux marines. Jellicoe appela également à la création d'une grande Flotte Impériale en Extrême-Orient, flotte qui serait basée à Singapour et possèderait des navires lourds et des porte-avions. Le coût de la création de cette flotte devait être partagé entre la Grande-Bretagne, l'Australie et la Nouvelle-Zélande à raison de 75 %, 20 % et 5 % respectivement. La proposition prévoyait que la marine australienne possèderait un porte-avions, deux croiseurs cuirassés, huit croiseurs légers, un conducteur d'escadre, douze destroyers, un destroyer dépôt ship, huit sous-marins, un sous-marin dépôt ship et un petit nombre de navires auxiliaires supplémentaires. Le coût annuel de l'opération y compris l'amortissement de la flotte fut estimé à 4 024 600 £. Avec la volonté mise en œuvre d'un rapprochement des différentes marines, aucune des principales recommandations de Jellicoe ne fut réalisée.
Avec la fin de la Première Guerre mondiale, le gouvernement australien commença à se préoccuper de la menace que posait le Japon pour l'Australie. Le Japon avait étendu son empire de 3 000 kilomètres vers le sud, arrivant droit à la porte de l'Australie. Le Japon continuait de renforcer sa force navale et surpassait la Royal Navy dans le Pacifique. L'état-major et le gouvernement estimaient que la possibilité d'une invasion japonaise de l'Australie était très probable. Dans son rapport, l'amiral Jellicoe avait estimé que la menace d'une invasion japonaise de l'Australie persisterait aussi longtemps que la politique de l'Australie blanche resterait en place. Face à la menace et devant la volonté de l'Australie de poursuivre sa politique d'une Australie blanche, le gouvernement australien devint un ardent partisan du maintien de l'alliance anglo-japonaise de 1902. L'Australie reçut le soutien de la Nouvelle-Zélande mais se heurta à l'opposition du Canada, qui estimait que l'alliance entravait les relations de l'Empire britannique avec la Chine et les États-Unis. Aucune décision sur l'alliance ne fut prise, et la discussion fut mise de côté en attendant le résultat du Traité de Washington. Les résultats du traité, qui permettaient aux Britanniques de conserver une suprématie navale dans l'océan Pacifique, créa un sentiment de sécurité en Australie. Beaucoup d'Australiens considérèrent le nouveau traité comme le remplacement de l'Alliance précédente. Ce sentiment de sécurité devint connu sous le nom de Règle des dix ans. Cela conduisit à une réduction des dépenses militaires en Australie, suivant en cela la tendance internationale de l'époque. Le gouverneur-général Henry Forster lors de l'ouverture du Parlement le 22 juin 1922 aurait déclaré:

« Compte tenu des résultats atteints par le Traité de Washington, si j'en crois mes conseillers, la paix est garantie dans le Pacifique pour un certain temps, aussi vous est-il proposé de réduire la mise en place de la marine et l'armée, et de reporter l'élargissement de l'armée de l'air. »

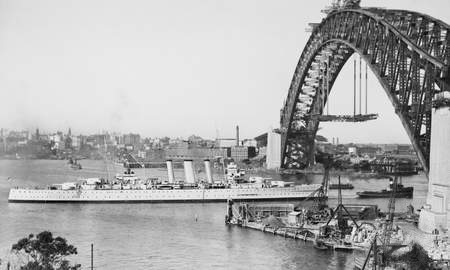
Le Canberra entrant dans le port de Sydney en 1930

Entre la Première et la Seconde Guerre mondiale, la marine australienne subit une sévère réduction de ses navires et de son personnel. À la suite du Traité de Washington, l''Australia fut mis au rebut avec ses principaux armements et coulé en dehors du port de Sydney en 1924. La même année, la marine commença un plan de cinq ans pour l'obtention de nouveaux navires de la part de la Grande-Bretagne : les croiseurs lourds Australia et le Canberra et le transport d'hydravions Albatross. Ces achats furent payés en partie par la démolition des Brisbane, Melbourne, Sydney et de la plupart des destroyers. La Grande Dépression de 1929 conduisit à une autre réduction de la main-d'œuvre, bien que de taille plus réduite, les postes disponibles étant facilement remplis par de nombreux hommes au chômage et des offres de rémunération supérieures à celles de la plupart des emplois. Le personnel de la marine était tombé à 3 117 personnes et 131 membres auxiliaires des Services de la Marine. En 1932, l'effectif de la réserve s'élevait à 5 446 personnes. Au début des années 1930, faute de fonds, l'école de la marine (Royal Australian Naval College) fut transférée de la baie de Jervis au dépôt naval Flinders au Victoria. En 1933, le gouvernement australien commanda trois croiseurs légers : Perth, Sydney et Hobart, revendant le transport d'hydravions Albatross pour acheter le Hobart. Pendant ce temps, la marine acheta également des destroyers de classe V et W, des navires qui viendraient à être connus sous le nom de « flottille de ferraille ». Avec la menace sans cesse croissante de l'Allemagne et le Japon à la fin des années 1930, la marine n'était pas en 1939 dans la position qu'elle avait lors de l'éclatement de la Première Guerre mondiale.

## Seconde Guerre mondiale
L'Australie déclara la guerre à l'Allemagne nazie une heure après le Royaume-Uni le 3 septembre 1939. Au début de la guerre, la marine australienne possédait:
- deux croiseurs lourds: Australia et Canberra tous les deux munis de canons de 8 pouces (203 mm) et entrés en service dans les années 1920
- trois croiseurs légers: Hobart, Perth et Sydney, munis de canons de 6 pouces (152 mm)
- l'ancien croiseur Adelaide
- quatre sloops: Parramatta, Swan, Warrego et Yarra, bien que seulement le Yarra et le Swan soient en état de faire la guerre
- cinq destroyers obsolètes de classe V
- une variété de navires de soutien et d'assistance

Les hommes et les navires de la marine servirent sur tous les terrains d'opérations, de la zone tropicale du Pacifique aux convois de la Russie glaciale. À la fin de la Seconde Guerre mondiale, la marine avait 150 navires de combat et 200 embarcations auxiliaires. La marine atteignit son apogée en juin 1945, date à laquelle elle employait 39 650 personnes. Pendant la guerre, la marine perdit 1 740 personnes à bord de 19 navires coulés et 436 personnes tuées à bord d'autres navires ou à d'autres postes.
Le tableau suivant illustre la croissance de la flotte australienne entre le début de la guerre le 3 septembre 1939 et le 30 juin 1945:
| Type de navires                 | Sept. 1939 | Juin 1945 |
| ------------------------------- | ---------- | --------- |
| Croiseurs lourds                | 2          | 2         |
| Croiseurs légers                | 4          | 2         |
| Destroyers                      | 11         | 5         |
| Frégates                        | 0          | 6         |
| Sloops                          | 2          | 2         |
| Corvettes                       | 0          | 53        |
| Navires de débarquement         | 0          | 3         |
| Anti-sous-marins                | 0          | 3         |
| Dragueurs de mines              | 0          | 6         |
| Poseurs de mines                | 0          | 1         |
| Pétroliers                      | 0          | 1         |
| Ravitailleurs                   | 0          | 12        |
| Navires de réparation           | 0          | 3         |
| Navires tendeurs de câbles      | 0          | 4         |
| Navires porte câbles            | 0          | 6         |
| Remorqueurs                     | 0 (?)      | 6         |
| Navires de réparation de câbles | 0          | 2         |
| Navires de surveillance         | 0 (?)      | 9         |
| Vedettes rapides                | 0          | 33        |
| Navires de défense portuaire    | 0          | 28        |
| Navires de secours              | 0          | 20        |
| Navires de patrouille           | 0          | 75        |
| Navires de reconnaissance       | 0          | 8         |
| Navires divers                  | 0 (?)      | 41        |
| Total                           | 13 (?)     | 337       |

### Opérations contre l'Italie, la France de Vichy et l'Allemagne
Dès la mi-1940, les navires australiens, à la demande de l'Amirauté britannique, commencèrent à se déployer dans la mer Méditerranée pour prendre part à la bataille de la Méditerranée contre l'Allemagne nazie et l'Italie fasciste. En septembre 1939, l'Amirauté britannique et l'état-major de la marine australienne décidèrent de déployer les destroyers australiens hors de l'Australia station. Les cinq navires de ce qui allait devenir la flottille de ferraille arriva à Malte à la mi-décembre. Le Sydney fut mis en service en mai 1940 et fut rejoint plus tard par le Hobart. Lorsque l'Italie déclara la guerre le 10 juin 1940, les navires de guerre australiens composaient cinq de vingt-deux destroyers alliés et un des cinq croiseurs légers de la zone Méditerranée. La marine australienne a offert ses services à l'Amirauté qui les a acceptés. Lorsque l'Australia est arrivé en Méditerranée, le marine australienne avait envoyé près de l'ensemble de sa flotte se battre dans l'hémisphère Nord, laissant l'Australie à la merci d'une attaque.
Le 27 juin 1940, l'amiral Cunningham, commandant de la flotte méditerranéenne ordonna à la 7e escadre de croiseurs, qui comprenait le Sydney, d'aller protéger un convoi égyptien près de cap Matapan. L'escadre aperçut trois croiseurs italiens à 6 h du matin le 28 juin 1940 et engagea immédiatement le combat, plus connu sous le nom de bataille du convoi Espero. En une heure, le croiseur italien Espero fut mis hors service par le Sydney. Comme le Sydney s'approchait de l'Espero ce dernier lança des torpilles mais ne réussit pas à atteindre ses objectifs. Le Sydney tira quatre salves, qui touchèrent l'Espero en dix points. Le Sydney resta sur les lieux pendant deux heures pour ramasser les survivants.
Le 7 juillet 1940, 25 navires alliés quittèrent le port d'Alexandrie, avec l'intention d'aller à la rencontre d'un convoi à l'est de Malte. Le lendemain, un sous-marin allié signala avoir repéré une flotte italienne à 500 milles (800 km); la flotte alliée changea de cap afin de l'intercepter. Les deux flottes furent en vue l'une de l'autre à 15 h, le 9 juillet 1940, et commença un affrontement qui est connu sous le nom de bataille de Calabre. Quatre navires australiens prirent part à la bataille: Sydney, Stuart, Vampire et Voyager. Le Sydney fut le premier navire australien à engager le combat en ouvrant le feu à 15 h 23. Lorsque la flotte italienne commença à se retirer, l'escadre de destroyers des forces alliées reçut l'ordre de la poursuivre. Le Stuart, le destroyer le plus avancé, fut le premier à ouvrir le feu; il tira une salve à une distance de 11 500 m. Les deux flottes se retirèrent, avec les Italiens qui se cachèrent derrière un rideau de fumée, mais les avions italiens continuèrent d'attaquer les navires alliés. Le Sydney, fut ainsi attaqué par l'aviation italienne et on crut à un moment qu'il avait été coulé. La flotte revint à Alexandrie le 13 juillet,.
Le 17 juillet 1940, le Sydney reçut l'ordre d'aller appuyer une escadre de destroyers du Royaume-Uni dans une mission de balayage au nord de la Crète. À 7 h 20, le 19 juillet, un croiseur italien fut aperçu au large du cap Spada par les destroyers. Le Sydney, distant de 40 milles (74 km), commença à se lancer à sa poursuite à plus de 30 nœuds (60 km/h). Le Sydney aperçut un premier croiseur à 8 h 29. À ce moment-là, il avait atteint une vitesse de 37 nœuds (69 km/h), et tira ses premiers coups de canon de la bataille du cap Spada à une distance de 17 360 mètres (57 000 pieds). Les deux croiseurs italiens commencèrent à battre en retraite derrière un écran de fumée, avec le Sydney toujours à leur poursuite. Le Sydney toucha pour la première fois le Giovanni dalle Bande Nere à 8 h 35 et, en même temps, commença à attaquer le Bartolomeo Colleoni, qui, à 9 h 25, fut immobilisé. Le capitaine John Collins ordonna de couler le Colleoni. Après avoir maintenu le silence radio deux heures, Collins envoya le message suivant:

« Croiseur coulé. Pratiquement plus de munitions. »

Collins décida de mettre fin à la poursuite à 10 h 27, essentiellement parce que le Sydney n'avait presque plus de munitions.Le Sydney n'eut pas de victimes dans la bataille navale bien qu'il ait été touché plusieurs fois, mais il subit des pertes dans les attaques aériennes,.

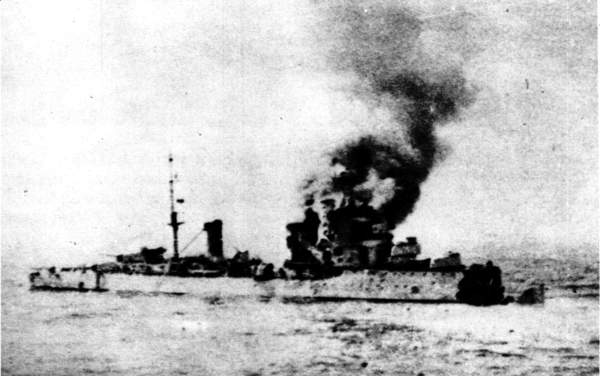
Le Bartolomeo Colleoni faisant naufrage le 19 juillet 1940

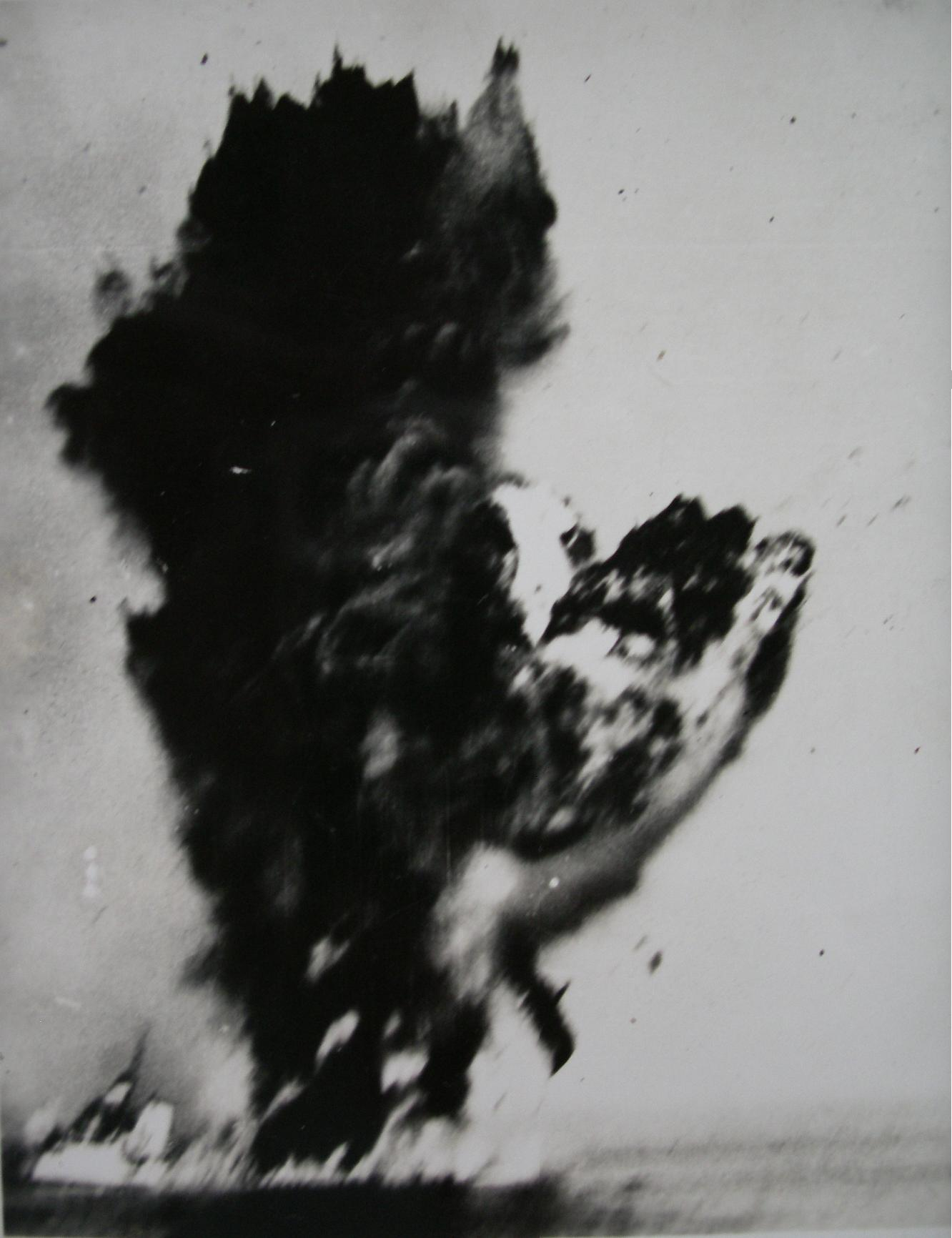
Bartolomeo Colleoni explosant au cours de la bataille du cap Spada.

Le 27 mars 1941, une flotte alliée commandée par l'amiral Cunningham fut prise en embuscade par une force navale italienne au large du cap Matapan, en Grèce. Trois navires australiens prirent part à la bataille: Perth, Stuart et Vampire. La victoire de Cap-Matapan permit l'évacuation de milliers de soldats alliés de Crète.

#### Afrique de l'Ouest
Le 6 septembre 1940, l'Australia fut envoyé à Freetown, en Sierra Leone pour se joindre à l'opération Menace, la tentative d'invasion de Dakar en Afrique-Occidentale française sous contrôle du régime de Vichy. Le 19 septembre, l'Australie et le croiseur britannique Cumberland aperçurent trois croiseurs de Vichy se dirigeant vers le sud et les prirent en filature. Quand le croiseur français Gloire eut ses problèmes de moteur, l'Australia l'escorta vers Casablanca et reprit la mer deux jours plus tard. Le 23 septembre, l'Australia fut pris sous le feu des batteries côtières, puis obligea deux destroyers du régime de Vichy à retourner dans le port. L'Australia coula ensuite le destroyer l'Audacieux avec huit salves tirées en seize minutes. Au cours des deux jours suivants, les Français et les forces alliées échangèrent des coups de feu, et L'Australia fut touché deux fois et perdit son hydravion Walrus. l'Australia et le reste de la flotte se retirèrent le 25 septembre de ce que l'on appelle la bataille de Dakar,.

#### La «flottille de ferraille»
La flottille de ferraille était un groupe de destroyers australiens ayant opéré en Méditerranée et dans le Pacifique durant la Seconde Guerre mondiale. Son nom lui fut donné par le ministre de la propagande nazie Joseph Goebbels qui avait décrit cette flotte comme un « convoi de jonques » et une « flottille de ferraille australienne ». La flottille se composait de cinq navires ; le destroyer de classe Scott Stuart, qui agissait comme conducteur de flottille et de quatre destroyers de classe V : Vampire, Vendetta, Voyager et Waterhen. Ces navires avaient été construits pour participer à la Première Guerre mondiale et étaient lents et mal armés par rapport à de nouveaux navires. Les cinq destroyers — soit la totalité de la flotte australienne de destroyers — quittèrent l'Australie en novembre 1939 à destination de Singapour où ils effectuèrent des exercices anti-sous-marins avec le sous-marin britannique Rover. Le 13 novembre 1939, la flottille quitta Singapour pour la mer Méditerranée à la suite d'une demande d'aide de l'Amirauté britannique. À un certain moment, les cinq destroyers australiens composèrent la totalité de la flotte de destroyers alliée en Méditerranée.

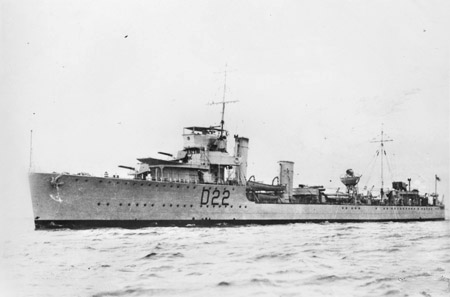
Le Waterhen

La flottille prit part à plusieurs actions dans le bassin méditerranéen, y compris l'évacuation des forces alliées à la suite de la bataille de Grèce en avril 1941, mais si la flottille est devenue célèbre, c'est surtout par ses missions de ravitaillement de la ville assiégée de Tobrouk. Les routes de ravitaillement d'Alexandrie et de Mersa Matruh à Tobrouk étaient connues sous le nom d'« Allées de bombes » car elles étaient soumises à des attaques aériennes incessantes de la part des forces de l'Axe. La flottille, qui à ce moment-là était en mauvais état, réussit à faire 138 navettes vers Tobrouk, y apportant des munitions et du matériel et récupérant des soldats blessés. Le 28 mai 1941, le Vampire est devenu le premier navire de la flottille à quitter la Méditerranée. Le Vendetta sera le dernier à le faire en octobre 1941.
Sur les cinq destroyers, trois ont été perdus pendant la guerre ; le Waterhen a été coulé en Méditerranée, le 30 juin 1941, le Vampire a été coulé par des avions japonais au cours du raid de l'océan Indien, le Voyager s'est échoué à Betano, au cours de la campagne de Timor et fut abandonné.

#### Mer Rouge
Les navires australiens ont servi en Méditerranée mais également en mer Rouge. En août 1940, les troupes italiennes envahirent le Somaliland britannique. Après avoir vainement essayé de résister, la petite garnison britannique fut évacuée de Berbera à l'aide du Hobart qui aida à la destruction des installations portuaires. Pour aider à prolonger l'action, le Hobart déposa à terre un canon à obus de 3 livres, canon servi par des bénévoles de l'équipage. Les marins furent capturés par les Italiens, mais ont été libérés plus tard. Deux sloops australiens rejoignirent la force de la mer Rouge en 1940 : le Parramatta, le 30 juillet et le Yarra en septembre. En octobre, le Yarra engagea le combat et coula deux destroyers italiens qui voulaient attaquer un convoi allié. Bien que des navires de la marine australienne aient continué à servir dans la mer Rouge tout au long de la guerre, après 1941, les principaux navires furent déployés dans les eaux australiennes en réponse à la menace que représentait le Japon

#### Perte duSydney

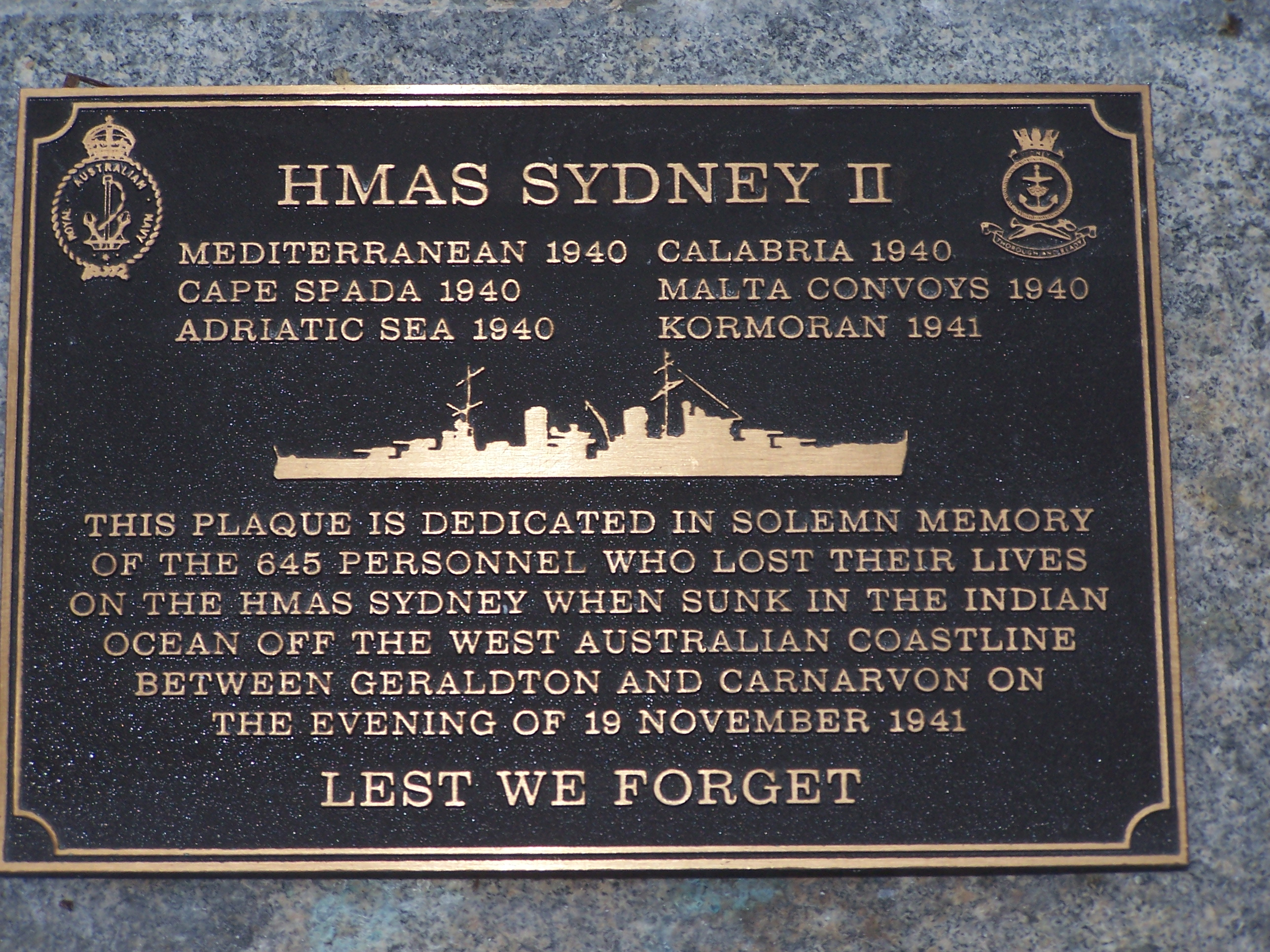
Plaque en hommage au Sydney au mémorial de guerre d'Australie-Occidentale

Le 19 novembre 1941, le croiseur léger australien Sydney et le croiseur auxiliaire allemand Kormoran s'affrontèrent dans l'océan Indien, au large de l'Australie-Occidentale. Les deux navires se coulèrent réciproquement: le Sydney fut perdu avec ses 645 marins alors que la majorité de l'équipage du Kormoran fut secourue et devint prisonniers de guerre. L'emplacement où les deux navires avaient coulé fut un mystère pendant longtemps et sujet de beaucoup de controverses jusqu'au 16 et 17 mars 2008, lorsque les épaves des deux navires furent retrouvées.

#### Sicile 1943
Au début de 1943, huit corvettes australiennes de classe Bathurst furent transférés de l'océan Indien vers l'Égypte pour préparer l'opération Husky, l'invasion de la Sicile par les forces alliées de la Sicile. Elles faisaient partie d'un force maritime de 3 000 bateaux. Les corvettes arrivèrent en Méditerranée en mai et formèrent les 21e et 22e flottilles de déminage. Les huit navires ont traversé sans dommage ou perte toute la campagne malgré des actions de guerre soutenues, même si le Maryborough faillit être touché par un bombardier allemand. Lorsque le commandant de bord du Gawler demanda au commandant du Maryborough quels dommages il avait, il put lire la réponse suivante: "pas de dommage à l'exception de mon slip".

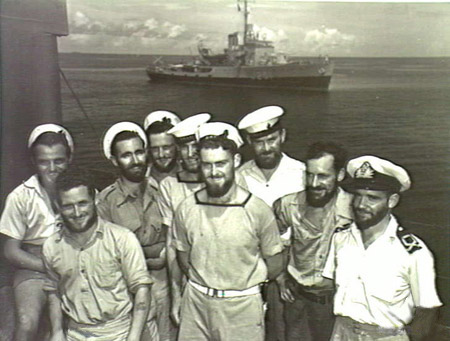
Marins australiens avec une corvette Bathurst à l'arrière plan. La marine australienne commanda 56 corvettes de ce genre pendant la Seconde Guerre mondiale.

### La guerre contre le Japon
Après les attaques de la Marine impériale japonaise sur les Alliés en décembre 1941, la marine australienne redéploya ses principaux navires à domicile, afin de protéger le continent australien d'une attaque japonaise, tandis que plusieurs petits navires restaient en Méditerranée. À partir de 1940, il y eut une activité considérable des forces navales de l'Axe dans les eaux australiennes d'abord de la part des croiseurs auxiliaires (ces navires de guerre qui se faisaient passer pour des navires de commerce) et des sous-marins allemands puis de la Marine impériale japonaise.
Au départ, les navires australiens furent incorporés avec les navires du Royaume-Uni dans la flotte du « Commandement des forces américano-britannico-néerlando-australiennes » (l'ADBACOM). L'ABDACOM fut dissoute à la suite de la chute des Pays-Bas et des Indes orientales néerlandaises pour être remplacée par la « zone de commandement du Pacifique Sud-Ouest » (la SWPA). La septième flotte des États-Unis fut basée à Brisbane le 15 mars 1943, pour aider la SWPA. Les navires australiens dans le Pacifique ont généralement été incorporés à cette flotte.

#### Timor
À partir de février 1942, la Royal Australian Navy joua un rôle crucial dans le ravitaillement des commandos australien et néerlandais au Timor. Le Voyager ne fut pas la seule perte au cours de la campagne. Le 1er décembre 1942, l'Armidale fut attaqué par treize avions japonais lors d'une tentative de dépôt d'un commando de soldats néerlandais à Betano, au Timor portugais. L'Armidale fut coulé et perdit 40 de ses marins et 60 passagers néerlandais. Au cours de l'engagement, le matelot Teddy Sheean responsable d'un canon antiaérien Oerlikon fut blessé alors qu'il faisait feu sur les avions japonais, il coula avec le navire, toujours accroché à son canon et continuant de tirer sur les avions ennemis.

#### Mer de Java
Le 28 février 1942, une force navale de l'ABDACOM rencontra une flotte d'invasion japonaise dans la mer de Java. Le croiseur de classe Leander, le Perth et le croiseur lourd américain Houston combattirent et survécurent à la bataille de la mer de Java.
Le 1er mars 1942, les deux navires tentèrent de se déplacer à travers le détroit de la Sonde vers Tjilatjap. le Perth et le Houston trouvèrent le chenal bloqué par les principaux navires de la flotte japonaise de l'Ouest de Java. Après une longue bataille, les deux navires furent coulés. 350 membres d'équipage et 3 civils du Perth furent tués, tandis que 324 membres d'équipage ont survécu au naufrage et ont été faits prisonniers par les Japonais. 106 d'entre eux sont morts en captivité. La perte du Perth, peu après le naufrage de son jumeau, le Sydney, a eu un effet psychologique important sur le peuple australien.

#### Mer de Corail
Le 2 mai 1942, deux navires australiens faisaient partie de la Force alliée lors de la bataille de la mer de Corail ; l'Australia et le Hobart. Les deux navires furent soumis à d'intenses attaques aériennes, alors qu'ils assuraient la protection des approches de Port Moresby.

#### Défense de la navigation australienne

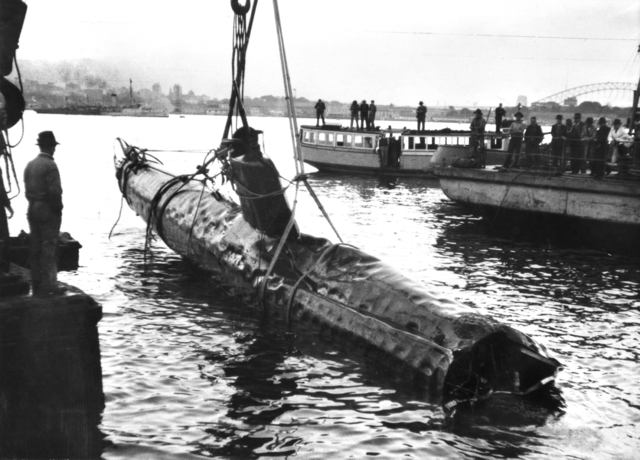
Un sous-marin japonais de classe Ko-hyoteki qui pourrait être le Midget No. 14, est sorti des eaux du port de Sydney

Fin mai et début juin 1942, un groupe de cinq sous-marins de la Marine impériale japonaise porta une série d'attaques sur Sydney et le port de Newcastle situé à proximité. Dans la nuit du 31 mai au 1er juin, les sous-marins japonais lancèrent trois sous-marins de poche Ko-hyoteki contre les navires alliés dans le port de Sydney. Une torpille destinée au croiseur américain Chicago explosa sous le navire australien Kuttabul, tuant 21 personnes. Le 8 juin, deux sous-marins bombardèrent Sydney et Newcastle, sans grand résultat. En réponse à ces attaques, la marine australienne mit en place un système de convoi pour les navires marchands circulant entre Brisbane et Adélaïde. Tous les navires de plus de 1 200 tonnes et avec une vitesse de moins de 12 nœuds (22 km/h) durent naviguer en convoi lors de leurs déplacements entre les villes de la côte est.
L'attaque des ports de Newcastle et de Sydney marqua le début d'une campagne d'attaques de l'Australie par les sous-marins japonais. Au cours de l'année 1942, les sous-marins japonais coulèrent 17 navires dans les eaux australiennes, mais aucun de ces navires ne naviguait en convoi. 16 navires furent coulés dans les eaux australiennes en 1943, avant que les Japonais ne mettent fin à cette campagne en juillet. Cinq de ces navires ont été coulés alors qu'ils naviguaient dans des convois escortés. Les autorités navales australiennes ont progressivement démantelé leur système de convois côtiers entre décembre 1943 et mars 1944. À la fin de la guerre, la marine et l'aviation australienne avaient escorté plus de 1 100 convois le long de la côte australienne.
Bien que l'ampleur de l'offensive navale japonaise à l'encontre de l'Australie ait été faible par rapport à d'autres campagnes navales de la guerre comme la bataille de l'Atlantique, ces attaques étaient « la plus complète et la plus large série d'opérations offensives jamais menée par un ennemi contre l'Australie ». Même si la marine a coulé seulement un sous-marin japonais dans les eaux australiennes (l'I-124 en janvier 1942) en escortant les convois, elle a réussi à réduire les menaces sur la navigation dans les eaux australiennes en rendant plus difficile pour les Japonais leurs attaques de sous-marins.

#### Perte duCanberra

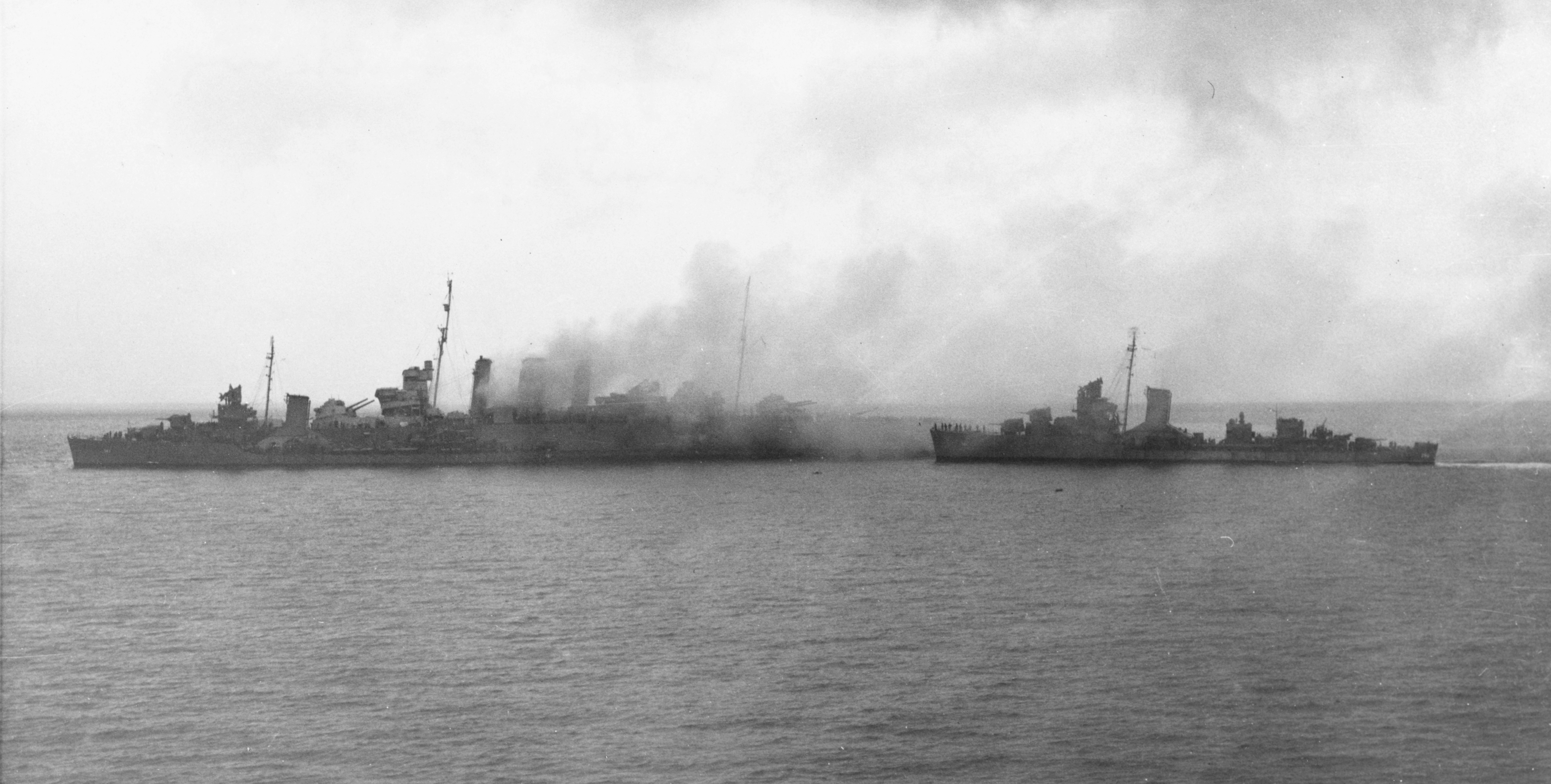
Des destroyers américains évacuent l'équipage du Canberra après la bataille de l'île de Savo.

La perte du Canberra lors de la bataille de l'île de Savo en août 1942 a été la plus grande perte navale de la marine australienne au cours de la Seconde Guerre mondiale. Dans les premières heures de la matinée du 9 août 1942, le Canberra fut gravement endommagé au large de Guadalcanal lors d'une attaque surprise par une puissante force navale japonaise. Le Canberra fut touché par 24 obus en moins de deux minutes et eut 84 membres d'équipage tués, dont le capitaine Frank Se. À la suite d'un ordre d'abandonner le navire, le Canberra fut coulé le lendemain par une torpille tirée par un destroyer américain, pour l'empêcher d'être capturé.
La perte du Canberra, à la suite des pertes du Sydney et du Perth, attira une attention et une sympathie internationale sans précédent pour la marine australienne. Le président américain Franklin D. Roosevelt tint à commémorer la perte du Canberra et demanda qu'un croiseur lourd américain soit construit avec ce nom de Canberra. Le croiseur américain Canberra fut lancé le 19 avril 1943 Le gouvernement britannique approuva le transfert du Shropshire à l'Australie en remplacement, et le navire est devenu australien le 20 avril 1943.

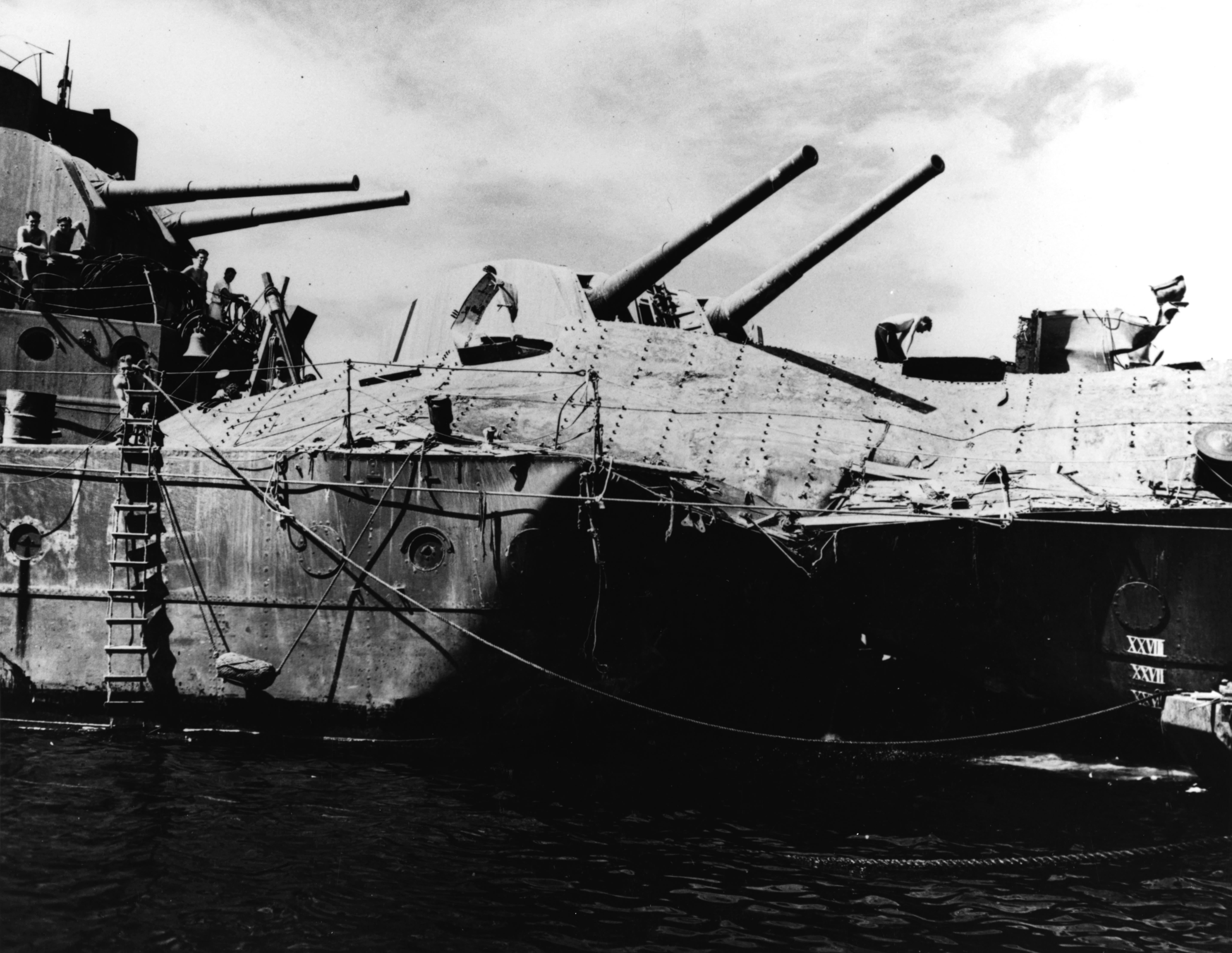
Le croiseur léger Hobart et les dégâts causés par une torpille d'un sous-marin japonais le 20 juillet 1943. Le Hobart ne reprit pas son service avant décembre 1944.

#### Batailles des golfes de Leyte et de Lingayen
Quatre navires de guerre australiens: l'Australia, le Shropshire, l'Arunta et le Warramunga ont pris part à la bataille du golfe de Leyte du 23 au 25 octobre 1944 sans doute la plus grande bataille navale de l'histoire. Juste avant, le 21 octobre, l'Australia est devenu le premier navire allié à être touché par un avion kamikaze près de l'île de Leyte. Les artilleurs de l'Australia et du Shropshire ont tiré sur un avion non identifié japonais. L'avion s'est ensuite éloigné des navires, avant revenir et de foncer sur l'Australia, frappant la superstructure du navire au-dessus du pont, répandant du kérosène en flamme et des débris sur tout le navire, avant de tomber à la mer. Une bombe de 200 kg transportée par l'avion n'a pas explosé; si elle l'avait fait, le navire aurait certainement coulé. Au moins 30 membres d'équipage sont morts des suites de l'attaque, dont le commandant, le capitaine Emile Dechaineux; parmi les blessés figurait le commodore John Augustine Collins (en), le commandant de la force australienne. L'Australia continua de faire son devoir mais, le 25 octobre, fut touché à nouveau et forcé de se retirer aux Nouvelles-Hébrides pour réparations.
Le Shropshire et l'Arunta sont restés à Leyte et faisaient partie de la septième flotte des États-Unis lors de la bataille du détroit de Surigao, le 25 octobre. Les deux navires ont contribué au naufrage du navire de guerre japonais Yamashiro.
L'Australia retourna au combat à la bataille du golfe de Lingayen en janvier 1945. Toutefois, les 5, 6, 8 et 9 janvier, le navire a de nouveau été attaqué par des kamikazes et a subi des dommages qui l'ont forcé à battre en retraite une fois de plus. L'Australia semble non seulement avoir subi la première attaque kamikaze, mais le plus grand nombre d'attaques de ce type.

#### Les navires australiens dans les flottes britannique (1942/45)
En 1940-42, cinq destroyers australiens de classe N et deux de classe Q ont été construits au Royaume-Uni et ont été incorporés par la marine australienne dans la flotte britannique de l'Est. Ce sont:
- le Napier
- le Nepal
- le Nestor
- le Nizam
- le Norman
- le Quiberon
- le Quickmatch

Ces navires étaient principalement servis par des marins australiens, même s'ils ont souvent été commandés par des officiers britanniques et sont restés la propriété du gouvernement britannique.
À la suite des raids japonais sur Ceylan de mars-avril 1942, la flotte de l'Est a été transférée de sa base de Trincomalee, de l'autre côté de l'océan Indien: à Kilindi au Kenya. De là, la flotte a entrepris des patrouilles locales, escorté des convois et parfois envoyé des navires participer à des opérations dans la Méditerranée. Au cours de l'opération Vigorous, un convoyage vers Malte en juin 1942, le Nestor fut sérieusement endommagé lors d'un raid aérien et fut sabordé.
À la fin de 1944, le Nepal, le Norman et le Quiberon ont été transférés, avec de nombreux autres navires de la flotte de l'est vers la nouvelle flotte britannique du Pacifique (BPF). Parmi d'autres opérations avec cette flotte, ils ont pris part à la bataille d'Okinawa.
À la fin de 1945, après la fin des hostilités, la marine australienne a acquis trois nouveaux destroyers de classe Q:
- le Queenborough
- le Quality
- le Quadrant

#### Reddition et occupation du Japon

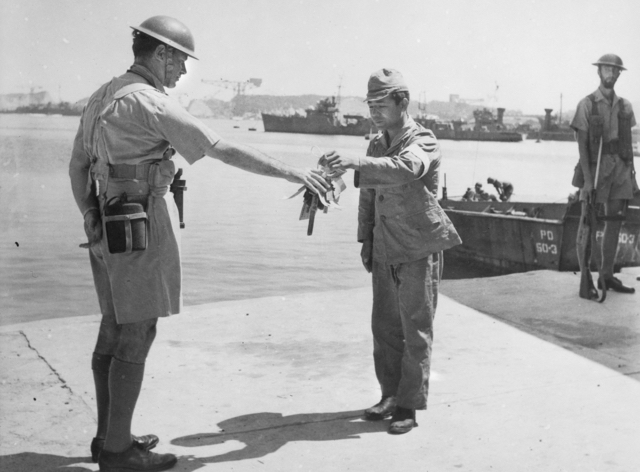
30 août 1945. Base navale de Yokosuka, Baie de Tokyo. Le commandant Yuzo Tanno tend les clés de la base navale de Yokosuka au capitaine australien HJ Buchanan. Buchanan commandait le premier peloton du Commonwealth qui débarqua au Japon.

Dix navires australiens étaient présents à la signature de la capitulation japonaise dans la baie de Tokyo le 2 septembre 1945: Ballarat, Cessnock, Gascoyne, Hobart, Ipswich, Napier, Nizam, Pirie, Shropshire et Warramunga. À la suite de la cérémonie de reddition, la majorité de la flotte australienne a quitté les eaux japonaises pour d'autres missions. Dans le cadre de l'accord de reddition, le Japon acceptait une occupation par les Alliés et son désarmement.
Le 17 août 1945, le gouvernement australien a accepté de fournir deux croiseurs et deux destroyers pour participer à la force d'occupation du Commonwealth britannique (BCOF). Au total, 15 navires australiens ont servi dans la BCOF où ils ont effectué une variété de tâches, mais ont été principalement employés à patrouiller au large de l'île de Kyushu, pour empêcher des ressortissants coréens de pénétrer illégalement au Japon.

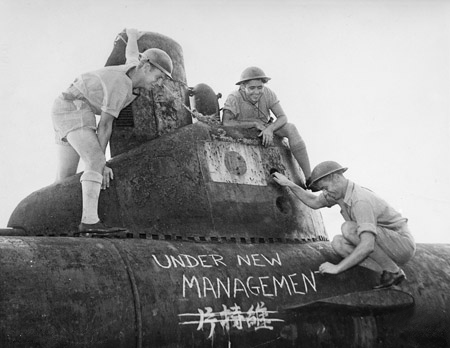
Marins australiens prenant possession d'un sous-marin de poche japonais sur une base navale près de Tokyo en septembre 1945.

La marine australienne a également joué un rôle dans le désarmement du Japon, aidant au sabordage d'anciens navires de la marine impériale japonaise, par exemple lorsque le Quiberon prit part au naufrage de sept sous-marins dans la région de Kyushu, dans le cadre de l'opération Bas. Lorsque les contingents indiens et néo-zélandais ont commencé de se retirer de la BCOF, l'opération est devenue une opération essentiellement australienne. En 1948, la garde de la base navale de Kure a été remise à l'Australie, et elle a été alors connue sous le nom de Commonwealth.
Quand la Corée du Nord a envahi la Corée du Sud le 25 juin 1950, un navire australien était sur place dans le cadre de la BCOF. Le Gouvernement australien a immédiatement proposé les services du Shoalhaven aux Nations unies. À terme, tous les navires australiens du secteur ont été transférés au commandement des forces coréennes du Commonwealth britannique (BCFK),

## Guerre froide

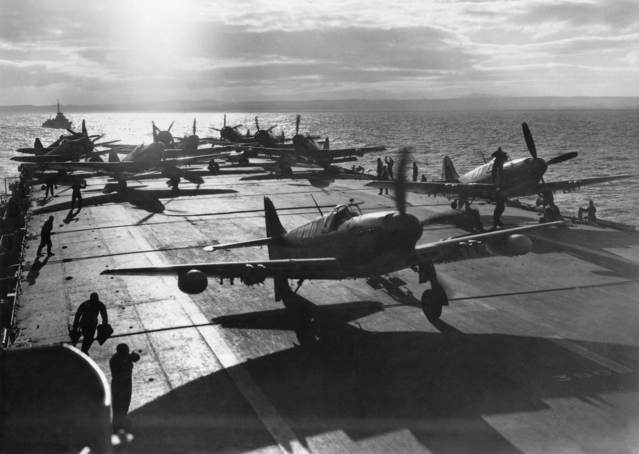
Avions Fairey Firefly à bord du Sydney au large de la Corée, pendant la guerre de Corée.

Après la Seconde Guerre mondiale, la marine australienne a réduit les effectifs de sa flotte de surface, mais a continué à la développer par d'autres moyens, notamment l'acquisition de deux porte-avions de classe Majestic de la Royal Navy déjà alors en construction (le Majestic qui deviendra le Melbourne et le Terrible qui deviendra le Sydney) pour former une flotte de porte-avions. Dans les années 1960, la marine australienne a commencé à s'éloigner de la marine britannique pour le choix de ses navires, la dernière grande conception britannique à être utilisée fut les frégates de type 12, qui ont servi de base aux frégates de classe River. Quand le gouvernement décida d'acheter un nouveau destroyer armé de missiles, le modèle britannique était le comté, mais la marine émit des réserves en ce qui concerne la turbine à gaz, le système de missiles Sea Slug et la capacité d'adapter le navire aux besoins de l'Australie. Au lieu de cela, le gouvernement australien choisit le modèle des États-Unis; le destroyer de classe Charles F. Adams à turbine à vapeur, armé de missiles Tartar pour servir de base à son destroyer de classe Perth, le premier grand navire de guerre australien de conception américaine.

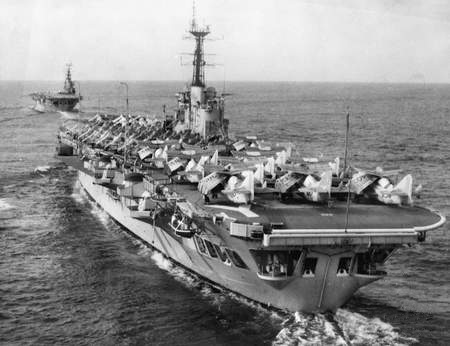
Le Sydney précédent le Melbourne

À la fin des années 1960, la marine australienne fut à l'apogée de ses capacités opérationnelles; elle était capable d'envoyer un groupe de combat au complet pour appuyer de grandes opérations en ayant en service un porte-avions (le Melbourne), trois grands destroyers de défense de classe Perth, six frégates modernes de classe Rivière et quatre sous-marins de classe Oberon.
Avec le retrait des forces britanniques de l'ouest du Canal de Suez dans les années 1960, la RAN a commencé à prendre un rôle plus défensif, en coopérant davantage avec les États-Unis, alliés de l'Australie depuis le traité ANZUS. La marine australienne est intervenue dans de nombreux conflits de l'après guerre, comme la Corée, le Vietnam et la confrontation indonésio-malaisienne.

### Corée
Le 27 juin 1950, le Conseil de sécurité des Nations unies demanda aux pays membres une aide pour la Corée du Sud. Le 29 juin, le Premier ministre Robert Menzies annonça que la frégate Shoalhaven, stationnée au Japon, et le destroyer Bataan, stationné à Hong Kong, seraient placés sous commandement des Nations unies en Corée. Le 1er juillet, un jour après que le Président américain Harry Truman eut engagé des forces terrestres en Corée, eut lieu la première opération australienne en Corée; le Shoalhaven quitta le Japon pour Pusan en escortant un navire américain de munitions. Le 27 juillet 1950, le destroyer Warramunga fut aussi envoyé sur zone.
Au cours du débarquement à Wonsan en octobre 1950, le Warramunga soutint par des tirs nourris le débarquement du Xe Corps US. Au cours de l'évacuation massive des troupes et des réfugiés de la ville de Hungnam en décembre 1950, le Bataan et le Warramunga participèrent à l'évacuation. En octobre 1951, le porte-avions Sydney arriva dans les eaux de Corée afin de remplacer le Glory pour une période de trois mois. Le Sydney transportait deux escadrilles de Hawker Sea Fury (les 805e et 808e escadrilles australiennes) et la 817e escadrille équipée de Fairey Firefly. À l'issue de sa mission, le Sydney retourna au Japon après avoir perdu seulement neuf avions, avec trois pilotes tués, et avoir mené plus de 2700 missions. Au cours de la guerre de Corée, neuf navires australiens ont participé au blocus naval de la Corée du Nord.

### Malaisie
L'état d'urgence a été déclaré en Malaisie le 18 juin 1948, à la suite d'une augmentation des actions de la guérilla communiste malaise. L'Australie, en tant que membre de l'organisation du traité de l'Asie du Sud-Est, a d'abord déployé des troupes dans le pays en 1950. Les premiers navires australiens à arriver dans la zone ont été les destroyers de classe Tribal, le Warramunga et l'Arunta en juin 1955. Les autres navires qui ont servi dans les eaux malaises au cours de l'état d'urgence sont l'Anzac, le  Melbourne, le  Quadrant, le Queenborough, le Quiberon, le Quickmatch, le  Sydney, le Tobruk, le Vampire, le Vendetta et le Voyager. Au cours de la même période, les navires australiens ont également servi dans la réserve stratégique de l'Extrême-Orient (Far East Strategic Reserve); entre 1955 et 1960 treize navires australiens au total ont servi dans la réserve stratégique. Le fait de servir dans le cadre d'une grande organisation navale a fourni de précieuses expériences pour les navires australiens. Sept marins australiens sont morts pendant leur service au cours de état d'urgence et avec la réserve stratégique.
La décision de déployer la marine australienne dans la région était due à un fort sentiment anticommuniste en Australie et dans le monde occidental dans les années 1950 et 1960. Le rôle principal de la marine australienne a été de fournir "un moyen de dissuasion à l'agression communiste en Asie du Sud-Est". Son rôle secondaire était «d'aider dans le maintien de la sécurité de la fédération de Malaisie, en participant à des opérations contre les terroristes communistes"".

### Indonésie
En réponse à l'invasion indonésienne de Bornéo et de la Malaisie en 1963, l'Australie a renforcé sa présence dans la région. À l'ouverture des hostilités, les frégates de la marine australienne Yarra et Parramatta étaient en service dans la région. Comme la tension montait, l'Australie a renforcé sa présence par l'envoi des Sydney, Vampire, Vendetta, Duchesse et Derwent dans la région. Le 19 mai 1964, la 16e escadre de déminage, composée de six dragueurs de mines de classe Ton, a également été déployée.
Le 13 décembre 1964, le dragueur de mines Teal fut la cible de tirs à l'arme automatique de la part d'un navire non éclairé, alors qu'il patrouillait dans le détroit de Singapour. Le navire fut poursuivi et arraisonné par le Teal à la suite d'un autre engagement par armes légères, qui a entraîné la mort de trois membres de l'équipage indonésien. Le 23 février 1965, le Teal a de nouveau été impliqué dans un autre engagement; il a détecté un navire non éclairé au large du Cap-Rachado. Le navire suspect a été encerclé et éclairé et a révélé de neuf hommes armés en uniforme qui se sont rendus immédiatement sur injonction. Le Hawk devint le deuxième navire de la 16e escadre de déminage a entrer en action quand, le 13 mars 1966, patrouillant au large de Raffles Light, il essuya des coups de feu d'une batterie située sur la côte indonésienne. Onze tirs ont été pointés sur le navire, certains tombant à moins de 200 mètres du navire, le Hawk se retira de la zone à toute vitesse. Le lendemain matin, le Hawk intercepta un sampan avec cinq Indonésiens à bord, qui furent rapidement arrêtés.
Lorsque les forces indonésiennes ont franchi la frontière de l'île Sebatik, au Sabah, le 28 juin 1965, le Yarra fut appelé pour effectuer des bombardements et perturber la retraite des Indonésiens. Le Yarra effectua deux principaux bombardements sur la zone frontalière, les 5 et 10 juillet. Au cours de trois séries de tirs, le Yarra tira un total de 70 salves sur l'ennemi. Le 13 août 1966, un accord entre l'Indonésie et la Malaisie mit un terme au conflit.

### LeVoyager
Durant la nuit du 10 février 1964, se produisit la pire catastrophe de l'histoire de la marine australienne en temps de paix lorsque le destroyer Voyager fut coupé en deux par l'étrave du porte-avions Melbourne, collision qui tua 82 des 293 hommes à bord de Voyager,. Le porte-avions Melbourne conduisait un exercice de groupe au large de la baie de Jervis alors que le Voyager agissaait en destroyer d'accompagnement. Le Voyager devait rester à 1 000 mètres à l'arrière de Melbourne. À 21 h, le Melbourne commandé par le capitaine John Robertson, ordonna des exercices de vol puis regarda le Voyager passer de position en pointe pour prendre son poste. De façon inattendue, le Voyager dévia de sa trajectoire et continua sur sa nouvelle voie jusqu'à ce qu'une collision soit inévitable,. La collision tua 81 membres de'équipage du destroyer, y compris le capitaine Stevens et un civil débardeur. La recherche de survivants dura toute la nuit.
À la suite de la collision, le Premier ministre Robert Menzies ordonna l'ouverture d'une enquête qui fut confiée à une Commission royale présidée par Sir John Spicer. Après 50 jours d'audiences, la commission conclut que la principale cause de la collision avait été l'absence de vigilance de la part de l'équipage du Voyager, mais fit également des reproches à Robertson et à plusieurs officiers de pont du Melbourne. Robertson fut blanchi au cours de l'enquête mais il quitta l'armée après avoir été transféré à un poste à terre. La décision d'attribuer certaines fautes à l'équipage du Melbourne fut considérée comme injuste par de nombreux australiens et la pression publique commença à monter contre l'état-major de la marine. L'augmentation de la pression de l'opinion publique et les allégations selon lesquelles le commandant de bord du Voyager avait un grave problème d'alcool conduisit à la création d'une deuxième commission royale d'enquête en 1967, ce qui fut la seule fois où deux commissions royales furent créées pour juger le même incident. La deuxième Commission royale siégea 85 jours et blanchit complètement Robertson de toute faute. Les deux commissions provoquèrent une grande inquiétude dans la hiérarchie de la marine, qui n'était pas habituée à de tels contrôles serrés, et a conduit au démantèlement de l'état-major jugé trop isolé du monde civil.
Après la perte du Voyager, la marine qui devenait de plus en plus occupée dans le Sud-Est de l'Asie, jugea nécessaire de parvenir rapidement à son remplacement. Le Royaume-Uni et les États-Unis d'Amérique offrirent de prêter des navires à la marine australienne en remplacement. La Royal Navy offrit le destroyer de classe Daring Duchesse alors que la marine des États-Unis offrit deux destroyers de classe Fletcher: The Sullivans et Twining. Le Duchesse fut accepté et modernisé, et comme il était uniquement destiné à être en service pour quatre ans (même s'il a ensuite été vendu à l'Australie et a servi jusqu'en 1977), le marine australienne ordonna la construction de deux frégates améliorées de classe River. Le Swan et le Torrens sont entrés en service respectivement en 1970 et 1971.

### Guerre du Viêt Nam
Des navires de la marine australienne ont servi au Viet-nam pendant toute la guerre entre 1965 et 1972, avec un total de 18 navires ayant participé à la guerre. Au cours de cette période, la marine australienne a effectué une grande variété de tâches opérationnelles en mer, sur terre et dans les airs. La principale contribution de la marine a consisté en l'envoi de destroyers, du personnel de l'aéronavale rattaché à une compagnie d'hélicoptères de l'armée des États-Unis, la 9e escadrille de l'armée de l'air, une équipe de plongeurs sous-marins et une force de soutien logistique composée de navires de transport et d'escorte. D'autres membres de la marine ont servi dans des équipes médicales ou de personnel affecté à l'ambassade d'Australie à Saïgon ou au quartier général de la 1e force d'intervention à Nui Dat.
La marine australienne n'a pas été déployée opérationnellement avant 1965 mais, en 1962, le Vampire et le Quickmatch ont fait des visites de politesse à Saïgon. Ils ont été suivis un an plus tard, par le Quiberon et le Queenborough. En 1967, le Hobart est devenu le premier destroyer australien affecté au Vietnam. Le Hobart a effectué trois séjours au Vietnam de mars à septembre en 1967, 1968 et 1970. Au cours de ses séjours, il a tiré 10 000 coups sur 1 000 cibles côtières et essuyé des coups de feu une dizaine de fois, y compris en une occasion de la part d'un Phantom F-4 des États-Unis. Le Hobart a reçu la Navy Unit Commendation en reconnaissance de ses services rendus au Vietnam, alors que son navire-jumeau, le Perth reçu à la fois la Navy Unit Commendation et la Meritorious Unit Commendation. Dans leurs cinq années de service au Vietnam, les quatre destroyers australiens Perth, Brisbane, Hobart et Vendetta ont parcouru 397 000 milles marins et tiré 102 546 coups de feu.
Le porte-avions Sydney a été transformé en transporteur de troupes au début des années 1960, et a effectué son premier transport au Vietnam en mai 1965, en amenant le 1er bataillon de l'Armée de terre australienne de Sydney à Vung Tau dans le sud du Vietnam. Le Sydney est devenu connu sous le nom de Vung Tau Ferry et a fait 25 voyages au Vietnam y transportant 16 094 soldats, 5 753 tonnes de marchandises et 2 375 véhicules.
En 1969, le porte-avions Melbourne a heurté et coulé un autre destroyer allié. Au cours de la nuit du 2 au 3 juin, le destroyer américain Frank E. Evans escortait le porte-avions au cours de manœuvres militaires multinationales dans le sud de la mer de Chine. Chargé d'assurer la protection du porte-avions, l'Evans coupa la trajectoire du porte-avions et fut coupé en deux, provoquant la mort de 74 soldats des États-Unis. Une commission d'enquête commune américano-australienne fut créée qui attribua la faute au capitaine du Melbourne John Stevenson et à trois officiers de l'Evans. Bien qu'il ait été blanchi par une cour martiale australienne, Stevenson démissionna après avoir reçu un traitement analogue à celui de Robertson après la première collision. Le Melbourne est, à ce jour, le seul navire de guerre à avoir coulé deux navires alliés en temps de paix.
En avril 1971, le Premier ministre John Gorton annonça que les forces australiennes au Vietnam seraient réduites. Cela se traduisit par le retrait des plongeurs en mai et des forces aéronavales en juin. Le dernier destroyer australien chargé de combattre, le Brisbane, retourna à Sydney le 15 octobre 1971. Le gouvernement australien de Gough Whitlam retira toutes les forces australiennes du Vietnam et arrêta son aide militaire au Vietnam du Sud. Le Jeparit retourna à Sydney le 11 mars 1972 et fut suivi le lendemain par le Sydney. Au cours des 10 années où l'armée australienne fut impliquée dans la guerre, huit officiers et marins ont été tués et 46 autres ont été soit blessés soit souffrirent d'effets de la guerre,.

### Le cyclone Tracy
Au cours de la matinée du 25 décembre 1974, le cyclone Tracy frappa la ville de Darwin, tuant 71 personnes et provoquant 4 milliards de dollars australiens de dommages. Devant une telle situation, la marine australienne lança l'opération Aide de la Marine à Darwin, la plus grande opération de secours en temps de paix de son histoire, impliquant 13 navires, 11 avions et quelque 3 000 personnes.
Lorsque Tracy frappa Darwin, la marine australienne avait 351 personnes basées dans la ville, avec quatre patrouilleurs de classe Attack; le petit nombre d'hommes limita les capacités de la marine à porter une assistance immédiate aux citoyens de Darwin. Les quatre bateaux de patrouille avaient été endommagés par la tempête. L'Arrow avait coulé à quai à Stokes Hill Wharf et avait perdu deux marins, l'Attack s'était échoué sous la force des vents au Doctor's Gully, tandis que l'Advance et l'Assail avaient été légèrement endommagés. Les installations navales à terre avaient également été lourdement endommagées par le cyclone, le siège de la marine à Darwin avait été détruit, comme la plus grande partie des bâtiments de la base des patrouilleurs et les logements du personnel. Les installations de fourniture de gazole et l'installation de communications navales de Coonawarra avaient aussi été endommagées. Les premiers secours maritimes se limitèrent à des missions de recherche et de sauvetage dans la région du port de Darwin et l'île Melville fut abandonnée par manque de moyens de communications fiables.
Lorsque la gravité de la catastrophe fut appréciée à sa juste valeur, on créa une force navale commandée par le contre-amiral RE Wells pour prêter aide à la population de Darwin; ce fut l'Opération Aide Darwin. On envoya un ordre de rappel à l'ensemble du personnel de la marine; sur les 2 700 marins basés à Sydney en congé au moment de la catastrophe, environ 2 200 ont pu retourner à leurs navires, d'autres bénévoles comblant les postes vacants à bord. Le premier groupe arriva à Darwin le 26 décembre, lorsqu'un Hawker Siddeley HS.748 de l'escadre 851 a atterri à l'aéroport de Darwin transportant des équipements de transfusion sanguine et du personnel de la Croix-Rouge, suivi peu après par un autre HS748 transportant une équipe de plongeurs (CDT 1). Des navires partirent également pour Darwin le 26 décembre. Le Balikpapan et le Betano partirent de Brisbane, le Flinders de Cairns, les Melbourne, Brisbane et Stuart de Sydney. Le lendemain, les Hobart, Stalwart, Supply et Vendetta quittèrent Sydney, tandis que le Brunei et le Tarakan quittaient Brisbane. Neuf hélicoptères Wessex des 725e et 817e escadres furent embarqués sur le Melbourne et le Stalwart.
Le groupe de travail de la marine a été chargé du nettoyage et de la reconstruction de 4 740 maisons dans les quartiers de Nightcliff, Rapid Creek et Casuarina dans la banlieue nord de Darwin. Les avions de l'aéronavale ont continué d'apporter matériel et personnel à Darwin et d'évacuer de la ville les habitants sinistrés. Certains habitants déplacés ont été hébergés dans les nombreuses bases navales situées dans le port de Sydney, ainsi qu'à la base de Moreton à Brisbane.
Les premiers navires, le Brisbane et le Flinders, sont arrivés à Darwin le 31 décembre. Le Flinders surveilla les abords de Darwin pour assurer la sécurité du groupe de travail, tandis que le Brisbane déposait à terre les groupes de travailleur et rétablissait les communications. L'ensemble des volontaires soit plus de 3 000 personnes était arrivé à Darwin le 13 janvier 1975 pour nettoyer la ville. Les hommes ont habituellement travaillé en petits groupes de 10 à 15 personnes.
Les hommes et les femmes de la marine ont apporté une contribution importante aux opérations de secours; entre le 1er janvier et le 30 janvier, ils ont fourni 17 979 jours de travail, avec jusqu'à 1 200 personnes à terre en même temps. Quelque 1 593 logements publics et privés ont été nettoyés. Les hélicoptères Westland Wessex ont transporté 7 832 passagers, 110 912 kg de marchandises et effectué 2 505 atterrissages. Les avions Hawker-Siddeley 748 ont fait 14 vols aller-retour jusqu'à Darwin, transportant 485 passagers et 22 680 kg de marchandises. Les navires du corps expéditionnaire ont commencé à quitter Darwin dès le 7 janvier, le Brisbane et le Stalwart furent les derniers à quitter la ville le 31 janvier. Au départ de la majorité du personnel de la marine, le commandement de l'opération de secours a été confié au commandant de l'Armée du 7e district militaire.

### Programme de patrouille en bateau dans le Pacifique
À la suite de l'introduction en 1982 de la Convention des Nations unies sur le droit de la mer (CNUDM), la zone économique exclusive (ZEE) de nombreux pays côtiers a été portée de 12 à 200 milles nautiques. La responsabilité de ces états a soudainement augmenté de façon spectaculaire pour la surveillance, le suivi et la police de ces vastes nouveaux domaines du pays, augmentant de façon considérable les besoins de patrouille maritime et mettant en relief la nécessité pour les pays sans navires d'obtenir une flotte en particulier dans le Pacifique Sud-Ouest.
En 1979, les gouvernements d'Australie et de Nouvelle-Zélande, à la demande des nations insulaires du Pacifique, ont envoyé des conseillers militaires dans la région du Pacifique Sud-Ouest pour évaluer les exigences en patrouille maritime des pays de la région. Les gouvernements d'un certain nombre de pays du Pacifique ont exprimé leur préoccupation quant à la nécessité d'avoir des patrouilleurs pour répondre à leurs nouveaux besoins de surveillance. Le gouvernement australien a répondu par la création du Projet de défense et de coopération (DCP) qui devait fournir les navires, l'infrastructure attenante et la formation du personnel pour les nations insulaires de la région. Un service de patrouilleurs dans le Pacifique fut créé au sein de la branche des petits navires de guerre à la direction des Achats de la marine australienne.
L'appel d'offres pour les navires a été lancé en août 1984 et a été attribué à Australian Shipbuilding Industries Pty Ltd (maintenant Tenix Australie occidentale) en septembre 1985. Le premier des dix navires devait être livré au début de 1987. Le premier navire, le Tarangau, a été officiellement remis à la Papouasie-Nouvelle-Guinée le 16 mai 1987. Au cours de la période d'application du projet, le nombre de pays participants a augmenté. À la fin de la phase de construction, un total de 22 bateaux avaient été livrés à 12 pays, par rapport à la commande initiale de 10 bateaux de 8 pays. Au total, le coût du projet pour la construction des 22 navires avec les frais annexes a été de 155,25 millions de dollars australiens.
La marine australienne n'a jamais utilisé ce type de patrouilleurs de la classe Pacifique (Pacific class patrol boat ou PPB) pour ses propres services mais le projet a donné à la marine australienne un certain nombre d'avantages dans la région. L'introduction de forces indépendantes de patrouilleurs dans l'ensemble de la région a atténué la pression qui pesait sur les patrouilleurs australiens. La coopération entre l'Australie et ses pays voisins du Pacifique a permis une meilleure répartition des bateaux pour la protection des ressources maritimes de l'Australie, pour surveiller les voies maritimes et pour mener des opérations de protection aux frontières. Les patrouilleurs PPB ont récemment subi une refonte de milieu de vie qui pourrait potentiellement voir leur exploitation se prolonger dans la région au moins jusqu'en 2027.

### Politique des deux océans
Le rôle principal de la marine australienne lors des deux décennies qui ont suivi la fin de la participation de l'Australie à la guerre du Viêt Nam a été d'appuyer les initiatives diplomatiques australiennes. En ligne avec cet objectif, la marine australienne a exercé avec les marines alliées un appui aux autorités civiles en Australie et dans le Pacifique Sud. La principale préoccupation militaire des années 1970 de la marine australienne fut les activités de la marine soviétique dans l'océan Indien. Ces préoccupations conduisirent à une coopération accrue avec la marine des États-Unis et le développement de la base principale de la marine australienne en Australie-Occidentale, la base navale de Stirling.

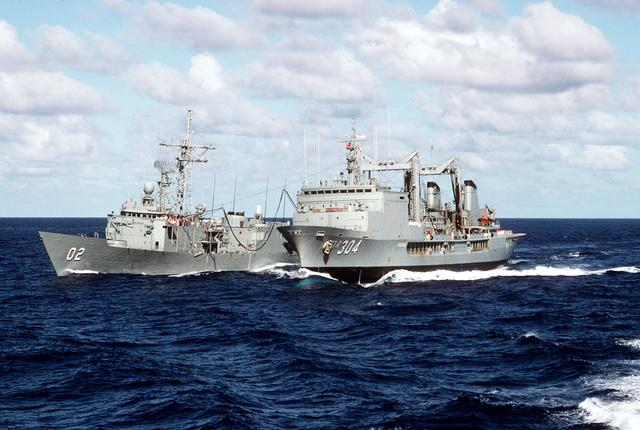
Le Success ravitaillant le Canberra en 1988

Au cours de la fin des années 1970, la marine australienne remplaça bon nombre de ses navires vieillissants par des navires équivalents modernes. Alors que le gouvernement avait prévu d'acheter le porte-avions britannique Invincible pour remplacer le Melbourne, l'offre de cession du porte-avions fut abandonnée par le Royaume-Uni après la guerre des Malouines. Par suite, le Melbourne a été retiré de la circulation sans être remplacé en 1982 de même que la quasi-totalité des aéronefs embarqués à voilure fixe le 30 juin 1983.
En 1987, le livre blanc sur la défense du gouvernement de Bob Hawke appela la marine à devenir plus autonome avec deux grandes bases maritimes, l'une en Nouvelle-Galles du Sud et l'autre en Australie-Occidentale. Le plan prévoyait l'expansion de la base Stirling sur Garden Island et de la base de la baie de Jervis pour tenir compte des besoins d'agrandissement de la marine australienne dans sa lutte contre les navires et sous-marins ennemis. Le plan plaidait à l'origine pour un partage des grandes unités de combat marines et sous-marines entre les deux bases de la flotte qui devaient offrir des fonctionnalités similaires sur les deux côtés du continent. Le projet de base navale de la baie de Jervis n'est jamais devenu une réalité; la base navale est restée à Sydney avec la base navale de Kuttabul alors que la base Stirling a reçu l'autre moitié de la flotte de surface et de sous-marins. Le raisonnement qui sous-tendait la politique australienne était la possibilité d'économies de carburant et de frais d'entretien qui résulterait du fait de faire partir navires et sous-marins pour l'océan Indien de l'ouest de l'Australie plutôt que de Nouvelle-Galles du Sud. Le rapport classait également l'océan Indien comme une zone où des évènements imprévus pouvaient se dérouler. Les nouvelles installations augmentaient la valeur de l'Australie pour les États-Unis, en particulier pour obtenir l'entretien des sous-marins américains. L'agrandissement de la base de la baie de Jervis permettrait l'intensification des visites de la flotte américaine du Pacifique, sans que les visites de navires de guerre nucléaires ne provoquent beaucoup de manifestations d'opposants comme elles le faisaient à Sydney et à Melbourne.
Le livre blanc de 1987 a été vu par beaucoup comme une tentative de renforcer les relations de l'Australie avec les États-Unis, relations qui avaient été détériorées par la position de la Nouvelle-Zélande contre les armes et navires nucléaires dans ses ports. En accord avec cette politique, la marine australienne a été restructurée de manière à devenir plus autonome et ses activités au cours de la fin des années 1980 ont essentiellement porté sur des opérations autour de l'Australie.
La politique des deux océans reste en place à l'heure actuelle et est soutenua par le gouvernement australien et l'opposition. Le succès de cette politique est particulièrement évident sur la base navale Stirling. La base est en plein essor et de sa situation aussi bien dans un contexte global que local lui donne un avantage sur la base est de la flotte. On a suggéré que les 8 frégates de la classe Anzac soit transférées à Stirling, ce qui faciliterait la formation des marins et conduirait à des économies de coûts

## L'après-guerre froide

### Les guerres du Golfe
La contribution de l'Australie à la guerre du Golfe de 1991 a été centrée autour d'une force navale qui faisait partie de la flotte multinationale dans le golfe Persique et le golfe d'Oman. En outre, des équipes médicales furent déployées à bord d'un navire-hôpital américain et une équipe de plongée a pris part au déminage des installations portuaires du Koweït à la fin de la guerre. Au cours de la période allant du 6 septembre 1990 au 4 septembre 1991, la marine australienne a déployé un total de six navires dans la région: Adelaide, Brisbane, Darwin, Success, Sydney et Westralia. L'équipe de plongeurs opéra dans la région du 27 janvier 1991 au 10 mai 1991. Elle a été utilisée dans les opérations de déminage au Koweït du 5 mars au 19 avril 1991,.
Après la fin de la première guerre du Golfe, la Marine royale australienne a régulièrement envoyé un navire dans le Golfe ou la mer Rouge afin d'aider à maintenir les sanctions contre l'Irak. Jusqu'à l'éclatement de la deuxième guerre du Golfe; la marine australienne a continué de faire appliquer les sanctions contre l'Irak dans le golfe Persique. Ces opérations étaient menées par des navires de guerre de la flotte australienne.

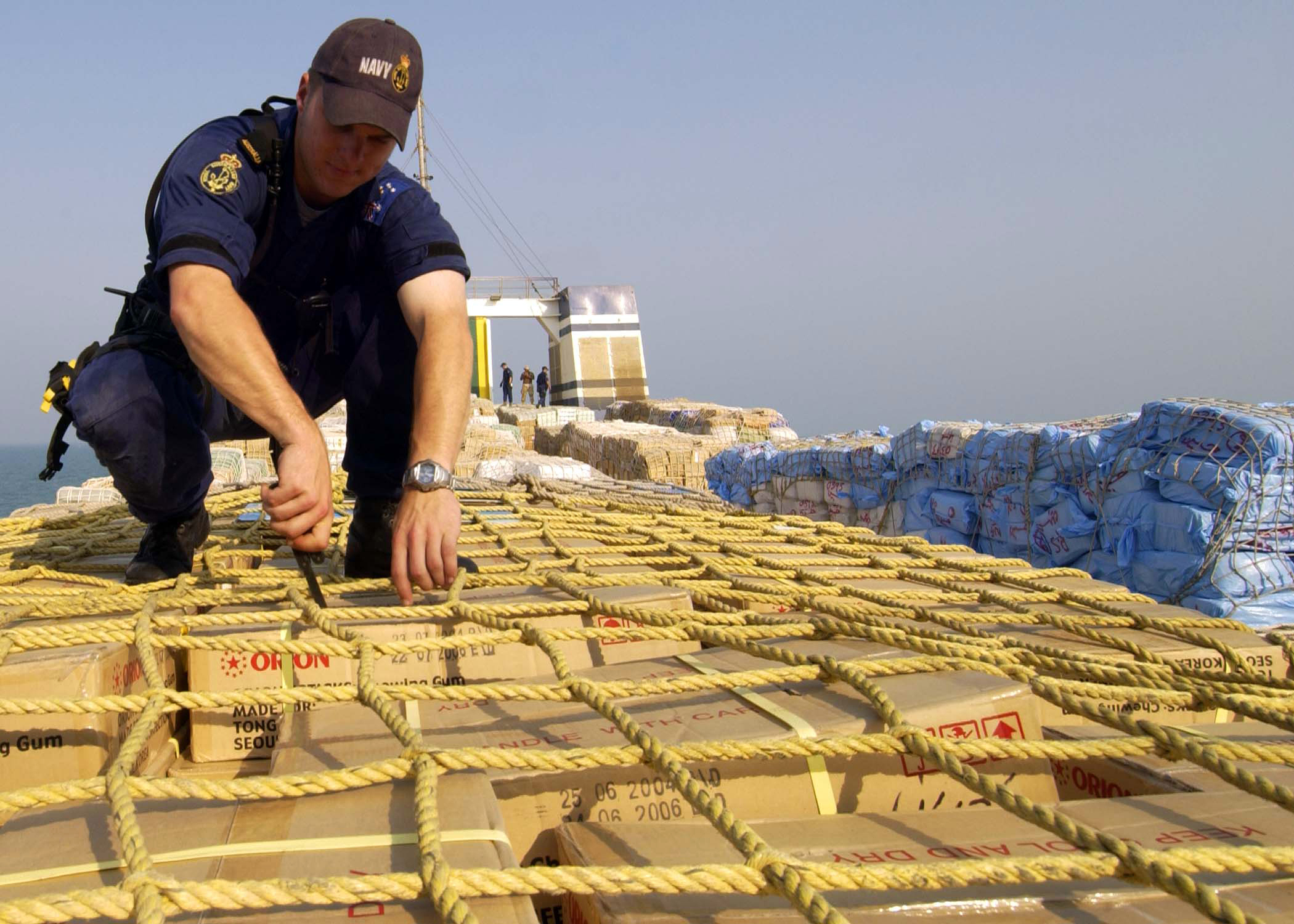
Un marin de l'Adelaide inspectant un navire dans le golfe Persique en 2004

Dès le début de la seconde guerre, la marine a soutenu la coalition des forces terrestres et dégagé les abords des ports irakiens. L'Anzac a fourni un appui aux Royal Marines au cours des combats de débarquement sur la péninsule Al-Faw et les équipes de plongeurs ont pris part au déminage des abords du port d'Umm Qasr. Les opérations de contrôle de navires ont continué pendant la guerre et, le 20 mars le Kanimbla a arraisonné un navire irakien transportant 86 mines marines.
Depuis la fin de la guerre, la marine australienne a toujours maintenu une frégate dans le golfe Persique pour protéger les infrastructures pétrolières de l'Irak et participer à la lutte contre les opérations de contrebande. Douze marins australiens ont été envoyés à Umm Qasr, en Irak entre janvier et octobre 2004 pour rejoindre l'équipe multi-nationale de formation travaillant avec les autorités irakiennes de la Force de défense du littoral. La marine australienne a également assumé le commandement de forces de la coalition dans le golfe Persique, à deux reprises: la force d'intervention spéciale 58 (Combined Task Force 58) en 2005 et la force d'intervention spéciale 158 (Combined Task Force 158) en 2006

### Le feu à bord duWestralia
Le 5 mai 1998, un incendie a éclaté à bord du pétrolier militaire Westralia au large des côtes de l'Australie-Occidentale. L'incendie fut causé par la rupture d'un flexible de carburant (un certain nombre sont utilisés pour remplacer les tuyaux rigides) sur le cylindre neuf du moteur tribord. Le gazole aspergea un robinet chaud et prit feu causant la mort de quatre membres d'équipage. Après l'incendie, le gouvernement australien et la marine ont commencé une grande enquête connue sous le nom de commission d'enquête Westralia. L'enquête a établi que la marine et l'entrepreneur Australian Defence Industries (ADI) n'avaient pas eu un œil assez critique des conséquences de leurs actions et que le personnel d'encadrement tant dans la RAN que chez l'entrepreneur n'était pas été suffisamment formé et qualifié. L'enquête a également constaté que les tuyaux n'étaient pas convenablement conçus et impropres à leur destination. En 2005, ADI a été condamné à une amende de 75 000 AUD pour avoir omis de fournir un lieu de travail sécuritaire. Sept marins qui ont apparemment été gravement traumatisés par le feu ont également poursuivi ADI et son sous-traitant Jetrock. En août 2006, le gouvernement australien a décidé d'accepter la responsabilité de l'affaire après avoir trouvé un accord avec ADI et Jetrock. Les sept marins doivent recevoir des indemnités dépassant les dix millions de dollars.

### Timor oriental
Au cours de la mission de maintien de la paix menée par l'Australie sous l'égide des Nations unies au Timor oriental en 1999, mission connue sous le nom de INTERFET, la marine australienne a déployé un total de 16 navires sur la mission: Adelaide, Anzac, Balikpapan, Brunei, Darwin, Farncomb, Jervis Bay, Labuan, Success, Sydney, Tarakan, Tobruk, Waller, Westralia, Newcastle et Melbourne. La marine a joué un rôle essentiel dans le transport de troupes alors sur la protection de ces transports était d'une importance vitale pour le succès de l'INTERFET.
La marine australienne est retournée au Timor oriental en 2006 au titre de l'opération Astute autorisée par l'ONU, où le déploiement militaire australien devait servir à la répression des troubles et au retour de la stabilité au cours de la crise du Timor oriental de 2006. La marine royale australienne a déployé le Groupe amphibie, comprenant les navires: Kanimbla, Manoora, Tobrouk (jusqu'au 8 juin environ), Balikpapan, Tarakan, Success (jusqu'au 28 mai). La RAN a également envoyé la frégate Adelaide (jusqu'au 28 mai). L'aéronavale a contribué pour sa part par le prêt d'un hélicoptère Sikorsky S-70 de l'escadrille 816 (jusqu'au 28 mai) et de deux hélicoptères Sea King de l'escadrille 817. L'opération Astute est probablement la plus importante opération amphibie de l'histoire de la marine australienne.

### Îles Salomon
Le 24 juillet 2003, le Manoora arriva au large d'Honiara, marquant le début de l'opération Anode, contribution de l'Australie à la Mission d'assistance régionale aux Îles Salomon (RAMSI). Le déploiement d'une forte force multinationale de 2 200 militaires a suivi plusieurs années de troubles dans les îles Salomon. Le Manoora a rapidement été rejoint par les navires Hawkesbury, Labuan, Wewak et Whyalla. Après le déploiement initial, deux navires restaient généralement sur place. Au moment où le déploiement a été terminé, 19 navires de guerre australiens avaient pris part à l'opération. Le dernier navire à quitter les îles a été le Fremantle, qui a rejoint l'Australie en octobre 2004.
L'opération Anode n'était pas la première intervention d'unités de la marine australienne aux îles Salomon, mais elle était unique en ce sens que le principal rôle de la marine fut de soutenir et de faciliter le travail des participants de la Force de police (PPF). En outre, en plus d'être la première intervention de la marine dans une opération de police, l'opération anode et la RAMSI sont l'un des derniers exemples du rôle que l'Australie et, en particulier, la marine peut jouer dans la stabilité politique de cette région de l'Océanie.

### Fidji
Le 2 novembre 2006, en réponse aux menaces militaires fidjiennes de renverser le gouvernement civil, le gouvernement australien organisa l'opération militaire Quickstep en déployant des moyens militaires pour aider les citoyens australiens se trouvant aux Fidji en cas de coup d'État. La marine a contribué à l'opération en envoyant trois navires: le Kanimbla, le Newcastle et le Success dans les eaux internationales au sud des îles Fidji. Les trois navires ont été envoyés là pour évacuer les 7 000 citoyens australiens présents aux Fidji si le besoin s'en faisait sentir. Avec les trois bateaux, un détachement spécial de l'Air Service Regiment, des hélicoptères de la 171e escadrille de l'armée de l'air et une équipe d'évacuation ont été également déployés.
Le 29 novembre 2006, un hélicoptère S-70 A Black Hawk de l'Armée de terre australienne opérant à partir du Kanimbla et transportant dix militaires à son bord, s'est écrasé puis a coulé en essayant d'atterrir sur le pont du navire, tuant 1 personne, en blessant 7 et faisant 1 disparu (mais par la suite la personne sera confirmée morte),. Le Melville est arrivé sur place le matin du 15 décembre 2006, équipé d'une balise de localisation d'objets sous-marins fournie par la marine des États-Unis pour localiser le Black Hawk abattu. La balise a repéré l'hélicoptère au cours de son premier passage sur le site de l'accident et indiqué son emplacement exact en répétant les passages. L'hélicoptère gisait à environ 2 900 mètres de profondeur,.
Le coup d'État eut lieu le 5 décembre, mais sans effusion de sang et a été presque totalement sans violence. L'évacuation des Australiens a été jugée inutile et les navires de la force d'intervention ont commencé à arriver en Australie le 17 décembre, avec l'arrivée du Kanimbla à Townsville, et le Success et le Newcastle à Sydney. Le Melville est retourné en Australie à la fin décembre. La marine a décidé de tenter de récupérer l'hélicoptère coulé et a choisi l'United States Navy Supervisor of Salvage (SUPSALV) comme entreprise chargée de l'opération. Le Seahorse Standard a récupéré les restes du soldat Porter le 5 mars et l'hélicoptère Blackhawk le 9 mars, grâce au matériel spécialisé fourni par la SUPSALV. Le corps du cavalier Porter fut rapatrié le 13 mars, escorté par des membres du régiment spécial de l'Armée de l'air. Le Seahorse Standard est arrivé en Australie avec l'épave à la fin mars. L'épave sera un élément de preuve pour la commission d'enquête chargée d'étudier l'accident.

## Les femmes dans la marine australienne
De 1911 à 1941, les femmes n'avaient pas le droit de servir dans la marine de guerre; les exigences de la Seconde Guerre mondiale en personnel et en ressources ont conduit à un changement de politique. Le 21 avril 1941, l'état-major de la marine a autorisé l'entrée des femmes dans la marine. Ceci a conduit à la formation du Women's Royal Australian Naval Service (WRANS) et du Royal Australian Naval Nursing Service (RANNS). Les deux services féminins ont existé jusqu'en 1984, date à laquelle elles ont été incorporées normalement dans la marine. Aujourd'hui, les femmes marins exercent un grand nombre de rôles qui leur sont ouverts; les femmes servent dans les sous-marins, commandent des navires, exercent des postes de commandement à terre et sont appelées à jouer un rôle de plus en plus important dans l'avenir.

## La marine à l'heure actuelle

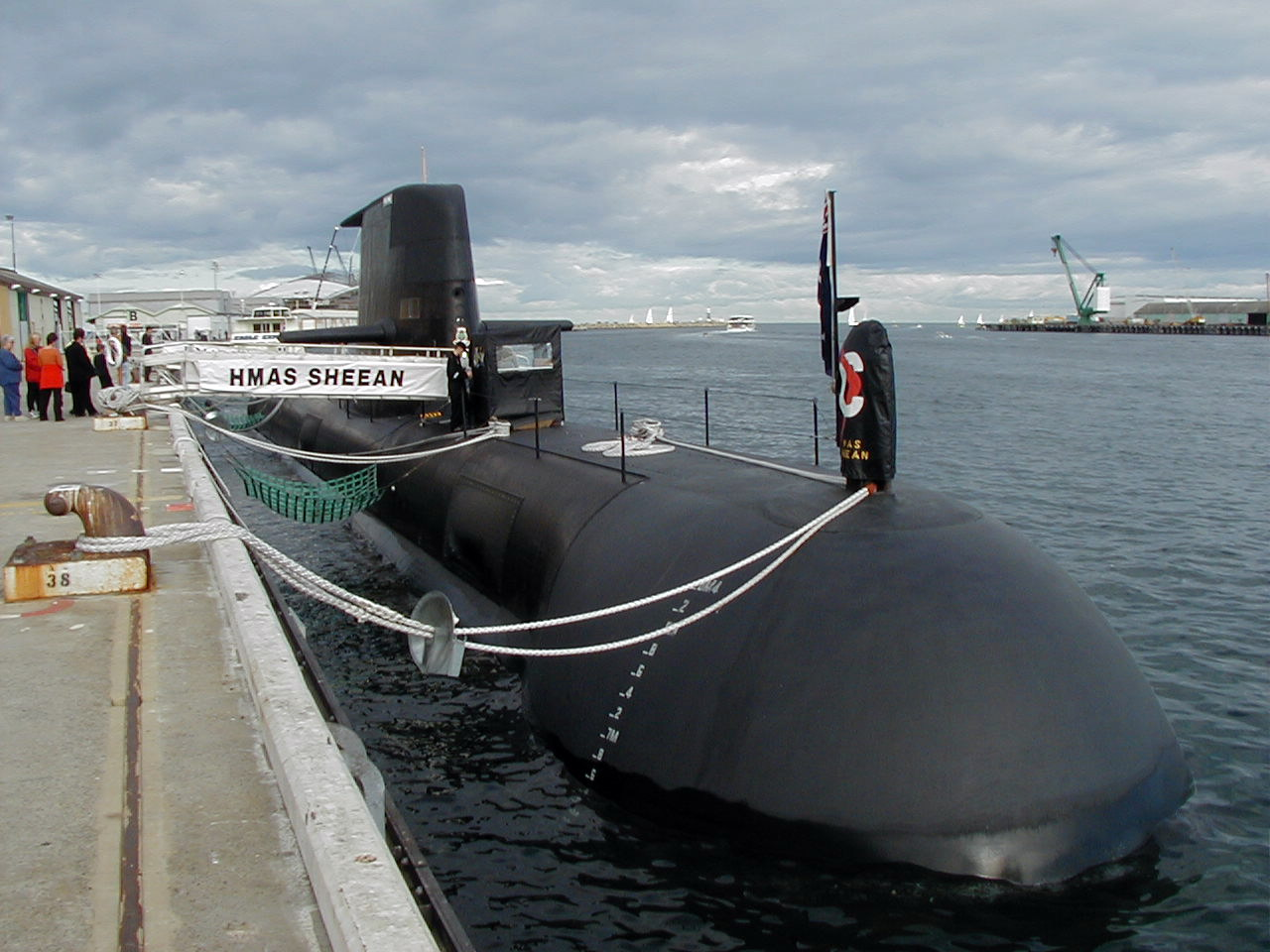
Le Sheean dans le port de Fremantle.

La Marine royale australienne est aujourd'hui une marine moderne de taille moyenne dans le monde, mais est l'une des principales marines de la région Asie-Pacifique. Aujourd'hui, la flotte de guerre australienne est composée de huit frégates de classe Anzac, quatre frégates de classe Adelaide, quatorze patrouilleurs de classe Armidale et six sous-marins de classe Collins. La marine possède aussi une importante flotte de navires de transport de troupe et de ravitaillement. La marine est divisée en sept Force Élément Groups (FEG):
- les combattants de surface (Surface Fleet),
- les Forces de guerre amphibie et d'appui en mer (Amphibious Warfare Forces and Afloat Support Force),
- l'Aéronavale (Fleet Air Arm),
- la force des sous-marins (Submarine Force),
- les plongeurs de guerre et démineurs (Mine Warfare and Clearance Diving Team),
- le groupement de patrouilleurs (Australian Patrol Boat Group)
- le service hydrographique (Royal Australian Navy Hydrographic Service).

Les FEG ont été formés pour gérer les opérations des différentes sections de la marine de manière plus efficace.

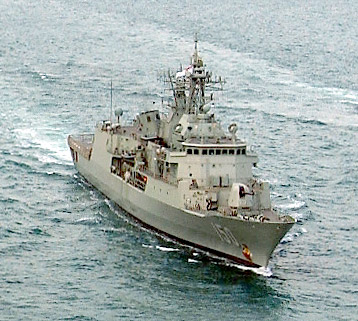
L'HMAS Anzac au cours de l'opération Liberté immuable

La marine moderne actuelle a commencé à se former au cours de la fin des années 1970 lorsque le gouvernement de Fraser a annoncé l'achat de quatre frégates de classe Oliver Hazard Perry, toutes construites en Amérique; en 1980, on annonça l'arrivée de deux nouveaux navires construits cette fois en Australie. Les quinze navires de la classe Fremantle construits en Australie ont servi à composer la flotte de patrouilleurs de 1979 à 2007; ils ont été remplacés par quatorze patrouilleurs de classe Armidale.
La classe Collins est la nouvelle classe de sous-marins australiens, construits en Australie pour la marine australienne. Ils ont été construits par Australian Submarine Corporation à Adélaïde, en Australie-Méridionale pour remplacer les six sous-marins de classe Oberon. Le premier sous-marin Collins a été mis en chantier en 1990 et mis en service en 1996, les six sous-marins sont actuellement en service et basés à Stirling en Australie occidentale.
Les frégates de classe Anzac sont la principale unité de la flotte de la marine, avec huit navires. Le principal navire de la classe, Anzac, a été commandé en 1996 et le dernier, Perth, a été commandé le 26 août 2006. Outre les huit frégates australiennes, deux frégates Anzac ont également été construites pour la marine néo-zélandaise. Ces navires ont été construits en commun par la Nouvelle-Zélande et l'Australie et assemblés à Williamstown, au Victoria.
Le matériel amphibie et de ravitaillement de la marine comporte deux navires de débarquement de classe Kanimbla, un navire de débarquement lourd (le Tobruk), six navires de débarquement LCH de classe Balikpapan, deux navires de surveillance classe Leeuwin, quatre vedettes de surveillance de classe Paluma, un pétrolier (le Sirius), et le pétrolier ravitailleur Success. La marine a aussi six chasseurs de mines de classe Huon.
La marine australienne a plusieurs bases en Australie. Dans le cadre de la sa politique des deux océans, elle a deux bases navales principales: la base navale de Stirling (Base navale de l'Ouest) et la base navale de Kuttabul (Base navale de l'Est) qui accueillent toutes les grandes unités de la flotte. La majorité des patrouilleurs et des navires de débarquement amphibies sont situés sur les bases navales de Cairns et Coonawarra alors que les navires de l'aéronavale sont situés sur la base navale d'Albatross en Nouvelle-Galles du Sud.

## L'avenir de la matine australienne

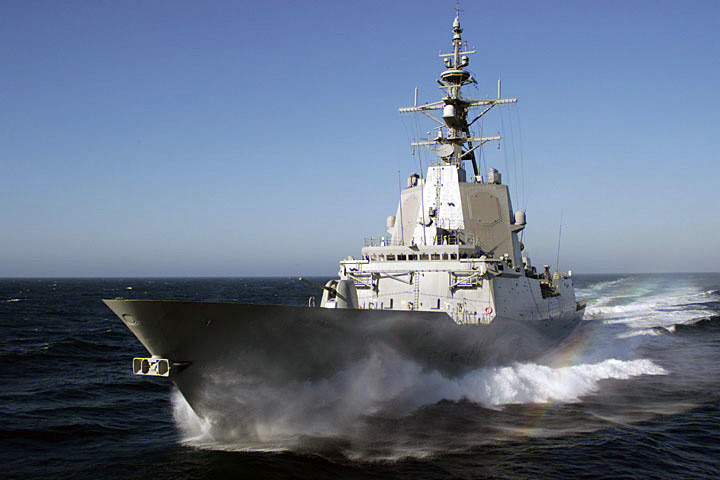
La frégate espagnole Juan de Borbon, frégate de type F100, lors d'essais de qualification, est le modèle des futures frégates australiennes.

En l'an 2000, un livre blanc a été élaboré par le gouvernement australien, qui définit un programme des dépenses prévues pour l'armée, dépenses qui ont pour but d'apporter des améliorations significatives en qualité et en quantité à la flotte australienne.
L'un des importants projets en cours est l'achat de trois destroyers Sea4000 de classe Hobart, qui remplaceront la classe Adélaïde Ces navires seront équipés du système de combat Aegis et sera basé sur le modèle espagnol F100. Ces modèles entreront en service en 2013, avec trois unités nommées Hobart, Brisbane et Sydney.
En août 2005, date à laquelle est lancé l’Amphibious Ship Program d’acquisition de 2 LHD de classe Canberra, navires de 20 000 tonnes, capables de transporter plus de 1 000 soldats, et potentiellement en mesure d'employer des avions à voilure fixe. Le projet devrait coûter entre 1,5 et 2 milliards de dollars australiens et être achevés d'ici environ 2014. Les nouveaux navires seront nommés HMAS Canberra et HMAS Adelaide, et sont basées sur le Juan Carlos I espagnol. Ils sont en construction et devraient embarquer des F-35, en fonction des arbitrages du livre blanc sur la Défense 2009 remis au ministre Joel Fitzgibbon le 30 avril 2008. Le projet devrait coûter entre 1,5 et 2 milliards de dollars australiens et être achevés d'ici environ 2014.